# Luigi Amedeo di Savoia
Ludwik Amadeusz Sabaudzki, książę Abruzzi lub Abruzji (wł. Luigi Amedeo Giuseppe Maria Ferdinando Francesco di Savoia-Aosta, Duca degli Abruzzi) (ur. 29 stycznia 1873 w Madrycie, zm. 18 marca 1933 w Jowhar w Somalii) – członek włoskiej rodziny królewskiej (dynastii sabaudzkiej), oficer marynarki (admirał) i dyplomata, wspinacz alpejski i wysokogórski, podróżnik i badacz o znaczących osiągnięciach w każdej z tych dziedzin. Dokonał licznych pierwszych wejść w Alpach i podczas kierowanych przez siebie wypraw w Góry Św. Eliasza na Alasce i w Ruwenzori, poprawił dotychczasowy rekord odległości do bieguna północnego, ustanowił niepobity przez następne 13 lat rekord wysokości na Chogolisie w Karakorum i dotarł do źródeł jednej z dwóch największych rzek somalijskich na Płaskowyżu Somalijskim. Podczas wojny włosko-tureckiej dowodził zgrupowaniami okrętów wojennych i został dowódcą bazy marynarki wojennej w La Spezia. W 1915 otrzymał nominację na naczelnego dowódcę połączonych flot brytyjsko-francusko-włoskich na Adriatyku, ale wskutek napięć w sztabie generalnym wywołanych odmiennymi propozycjami strategicznymi i naciskiem ze strony mocarstw alianckich został usunięty ze stanowiska. Kierował akcją ewakuacji armii serbskiej i uciekinierów albańskich w trakcie kampanii serbskiej. Na początku lat 20. XX w. przystąpił do organizowania przedsięwzięcia rolniczo-handlowego we Włoskim Somali, którym kierował, spędzając w założonej tam wiosce Villaggio Duca degli Abruzzi (obecnie na terenie miejscowości Jowhar) corocznie wiele miesięcy. Tam też zmarł i został pochowany.

## Pochodzenie

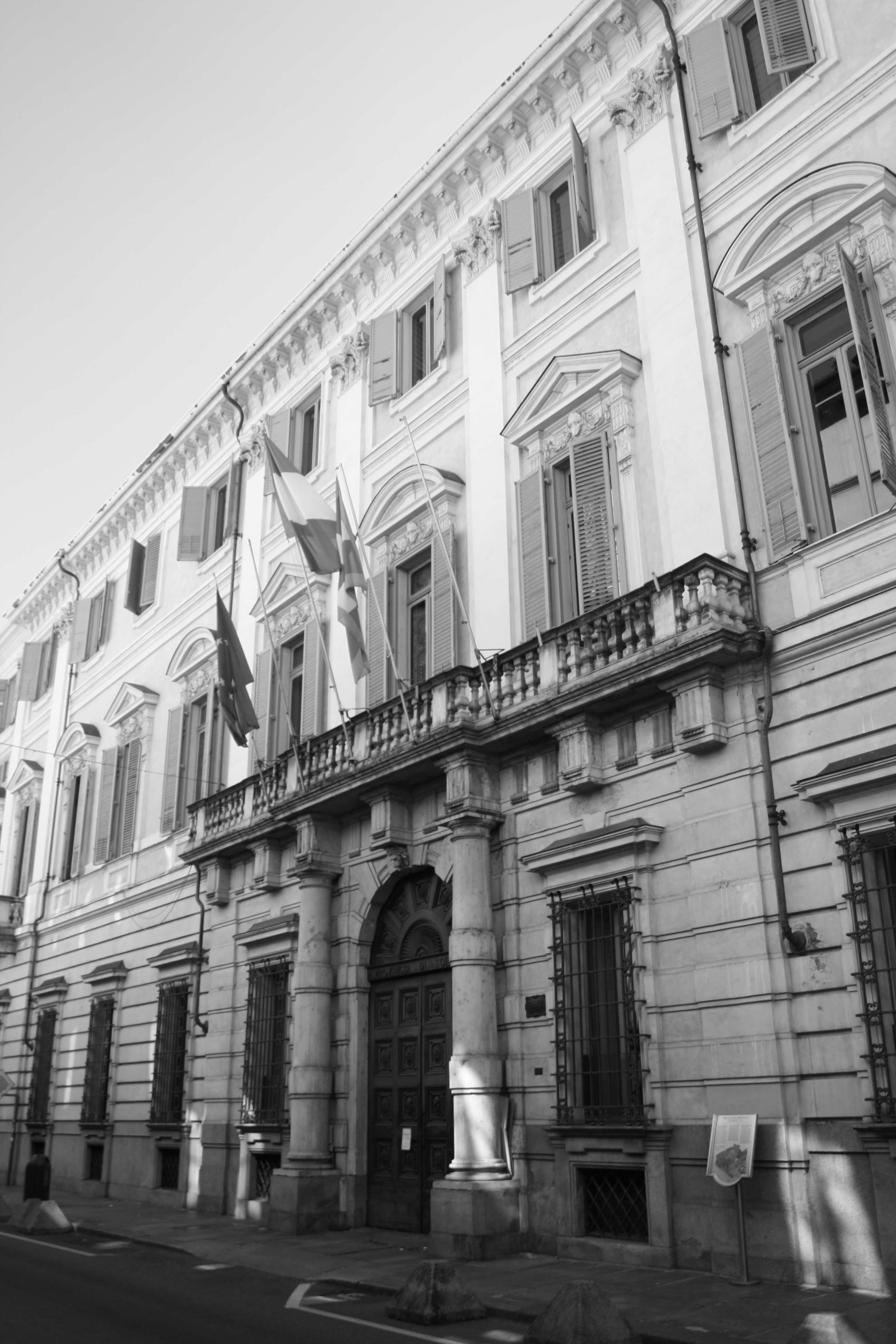
Palazzo Cisterna w Turynie – dokąd rodzina książęca wróciła po abdykacji Amadeusza I w 1873

Rodzicami Ludwika Sabaudzkiego byli Maria Wiktoria (1847–1876), od śmierci ojca w 1864 księżniczka della Cisterna, i Amadeusz I Sabaudzki (1845–1890), drugi syn króla Włoch Wiktora Emanuela II, pierwszy w młodszej linii Domu Sabaudzkiego – wielowiekowej dynastii panującej (od 1713 królewskiej) w południowej Europie – i protoplasta gałęzi Savoia-Aosta, pierwszy książę Aosty (Duca d'Aosta). W chwili urodzin, 29 stycznie 1873, jego ojciec panował jako wybrany monarcha konstytucyjny Hiszpanii, Amadeo I de España, więc przysługiwał mu tytuł hiszpańskiego infanta, infante de España i był jedynym z trojga rodzeństwa urodzonym na ziemi hiszpańskiej. Kiedy po ok. 25 miesiącach panowania, jego ojciec abdykował 11 lutego 1873, rodzina powróciła przez Lizbonę do Turynu. Tytuł Duca degli Abruzzi, książę Abruzzi (rzadziej książę Abruzji lub książę Abruzzów), został mu nadany po śmierci ojca, Amadeusza I, przez króla Włoch Humberta I w 1890. Tytuł nawiązuje do regionu Abruzja (wł. Abruzzo) w środkowej części Półwyspu Apenińskiego.

## Młodość

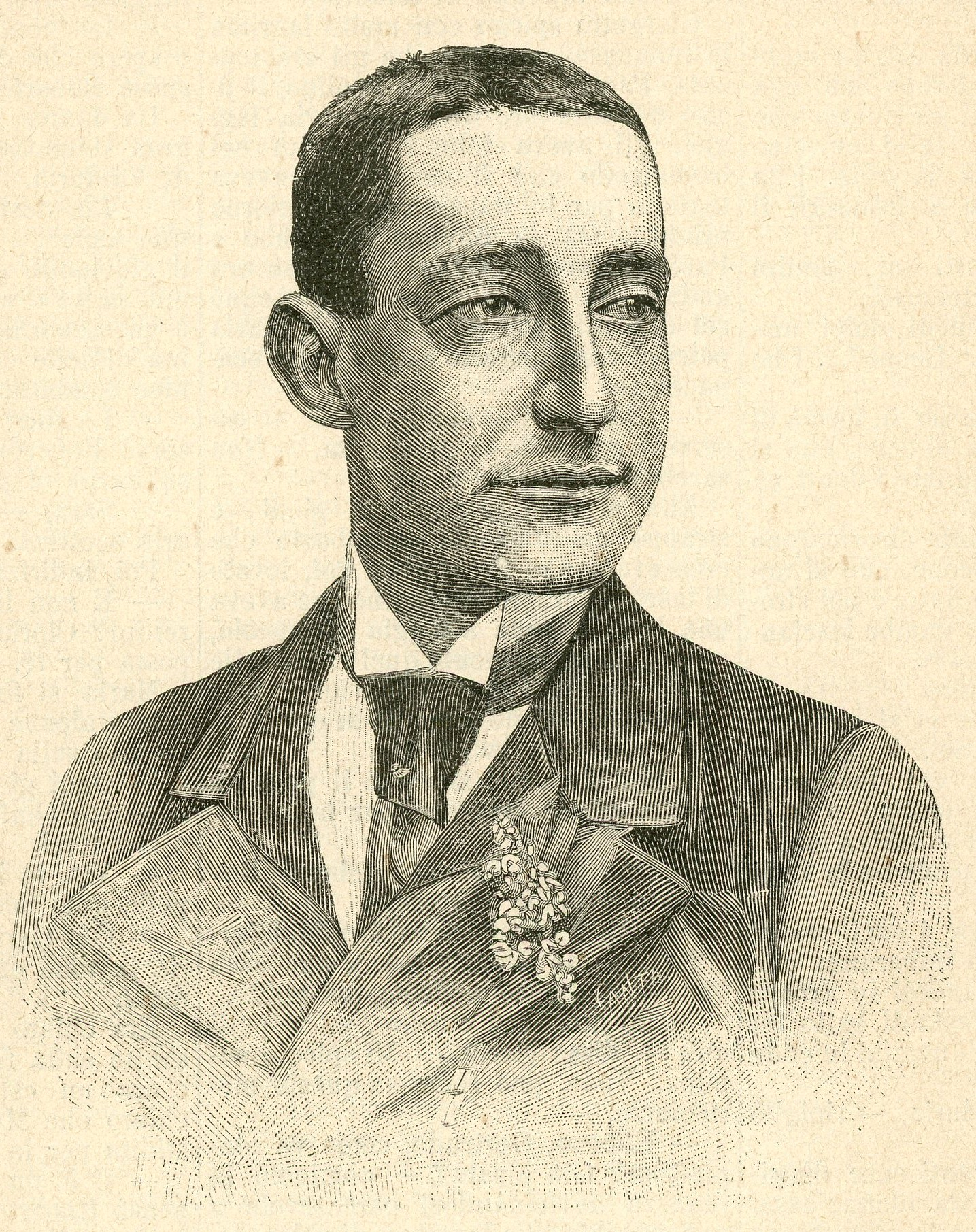
Ludwik Sabudzki w wieku 19 lat (w 1891)

Osierocony przez matkę w wieku trzech i pół roku, wysłany został (zgodnie z rodzinną tradycją sabaudzką) w 1879 jako elew do królewskiej akademii wojskowej, Corpo Reali Equipaggi, w Genui. Jednym z jego wychowawców i nauczycieli podczas wakacji był wybitny włoski meteorolog i pedagog Francesco Denza, z którym udawał się na pierwsze górskie wędrówki w Alpach Graickich. Był pilnym i zdyscyplinowanym uczniem, czego uznaniem było wyróżnienie go w 1889 stopniem guadiamarina, najwyższym w hierarchii marynarki dostępnym studentom akademii morskiej. Rezultatem tego awansu było przeniesienie go w tym samym roku do służby na pokładzie żaglowca „Amerigo Vespucci”, na którym odbył niemal półtoraroczny rejs od Grecji, przez Morze Śródziemne i Atlantyk do Ameryki Płd., którą okrążono przez Cieśninę Magellana, by dalej przez Pacyfik i Ocean Indyjski dotrzeć do Kanału Sueskiego i w 1891 do Włoch. Po powrocie odbył parę rejsów szkoleniowych, m.in. jako zastępcą dowódcy kutra torpedowego „107 S”. W dwa lata później awansowano go do stopnia porucznika. W sierpniu 1893 podczas rejsu na pokładzie niewielkiej kanonierki „Volturno”, płynącej ku wybrzeżom Afryki Wschodniej, został awansowany na kapitana marynarki. Podczas ponad miesięcznego cumowania w Mogadiszu schodził na ląd, by poznać kraj.

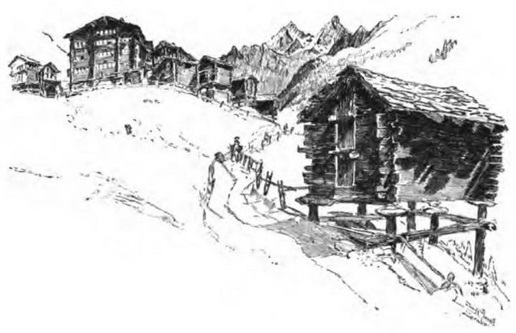
Zermatt, skąd wyruszył na wspinaczkę granią Zmutt na szczyt Matterhornu 27 sierpnia 1894 (ilustracja z książki A. Mummery‘ego My Climbs in the Alps and Caucasus)

Od 1892, kiedy wspiął się nietrudną technicznie, ale wytężającą drogą na jeden z wierzchołków (3362 m) w masywie Levanna, podejmował wspinaczki na coraz trudniejsze szczyty, jakkolwiek zawsze w towarzystwie przewodników. Do 1894 wszedł m.in. na Gran Paradiso (4061 m), drogą klasyczną na Mont Blanc (4807 m), Dent du Géant (4014 m), Petit Dru (3733), Monte Rosa (4634 m) i od włoskiej strony na Matterhorn (4478 m). W sierpniu 1894 na zaproszenie Alberta F. Mummery'ego w czteroosobowym zespole (z J. Normanem Colliem i zawodowym przewodnikiem Josefem Pollingerem) wziął udział w trzecim przejściu grani Zmutt, wchodząc ponownie na Matterhorn. W uznaniu tego wyczynu turyński oddział włoskiego klubu wysokogórskiego, Club Alpino Italiano, mianował go honorowym prezesem, a wkrótce potem dzięki wstawiennictwu Mummery'ego został członkiem brytyjskiego Alpine Club. Bliższa znajomość z Mummerym, według jego biografów (Tenderini, Shandrick, 1997), wywarła na Ludwika Sabaudzkiego znaczny i trwały wpływ.

## Okres podróży i wypraw (1894–1906)

### Góra Świętego Eliasza (1897)

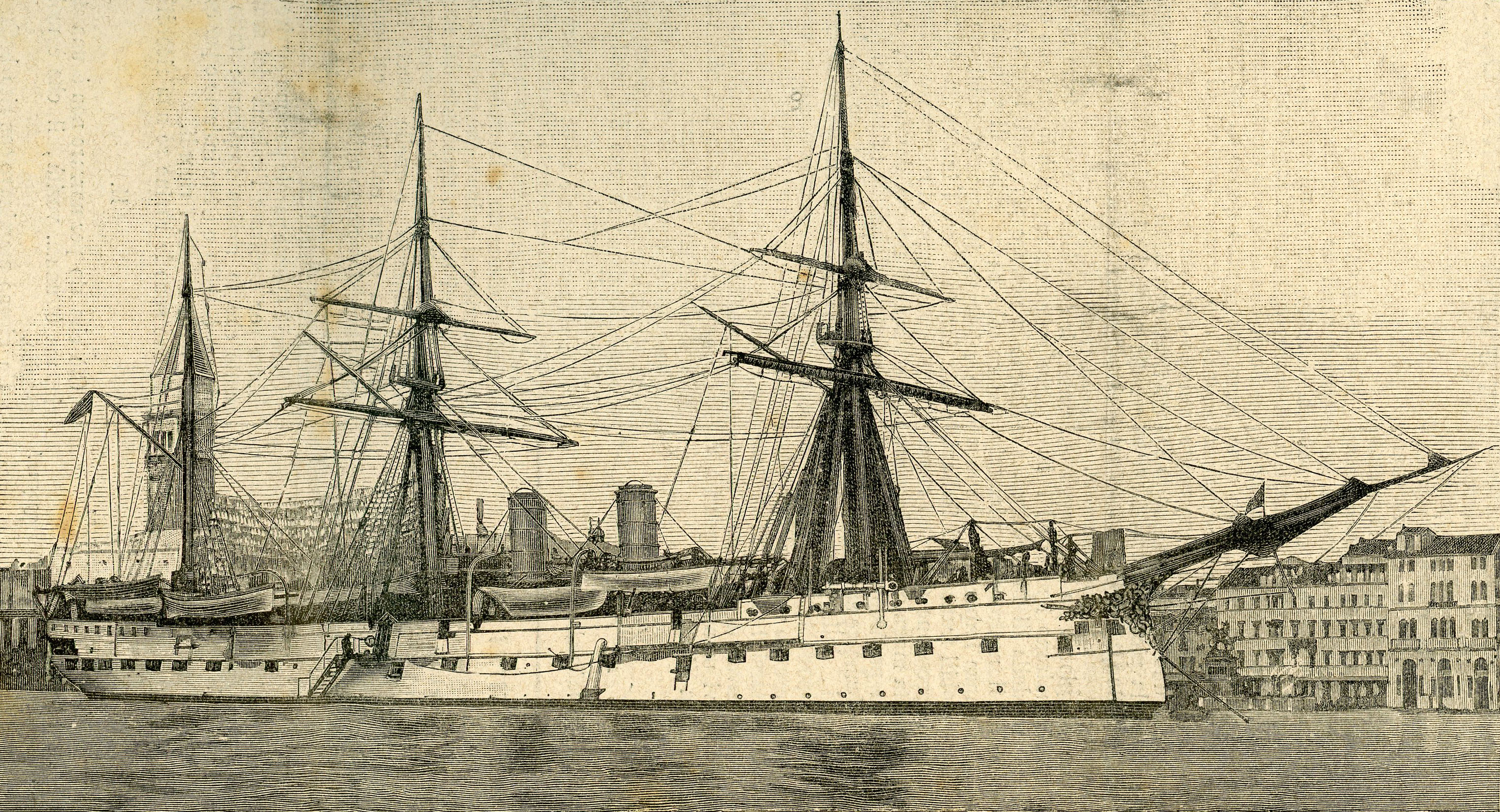
Krążownik „Cristoforo Colombo”, na pokładzie którego odbył w latach 1894-1896 rejs dookoła świata

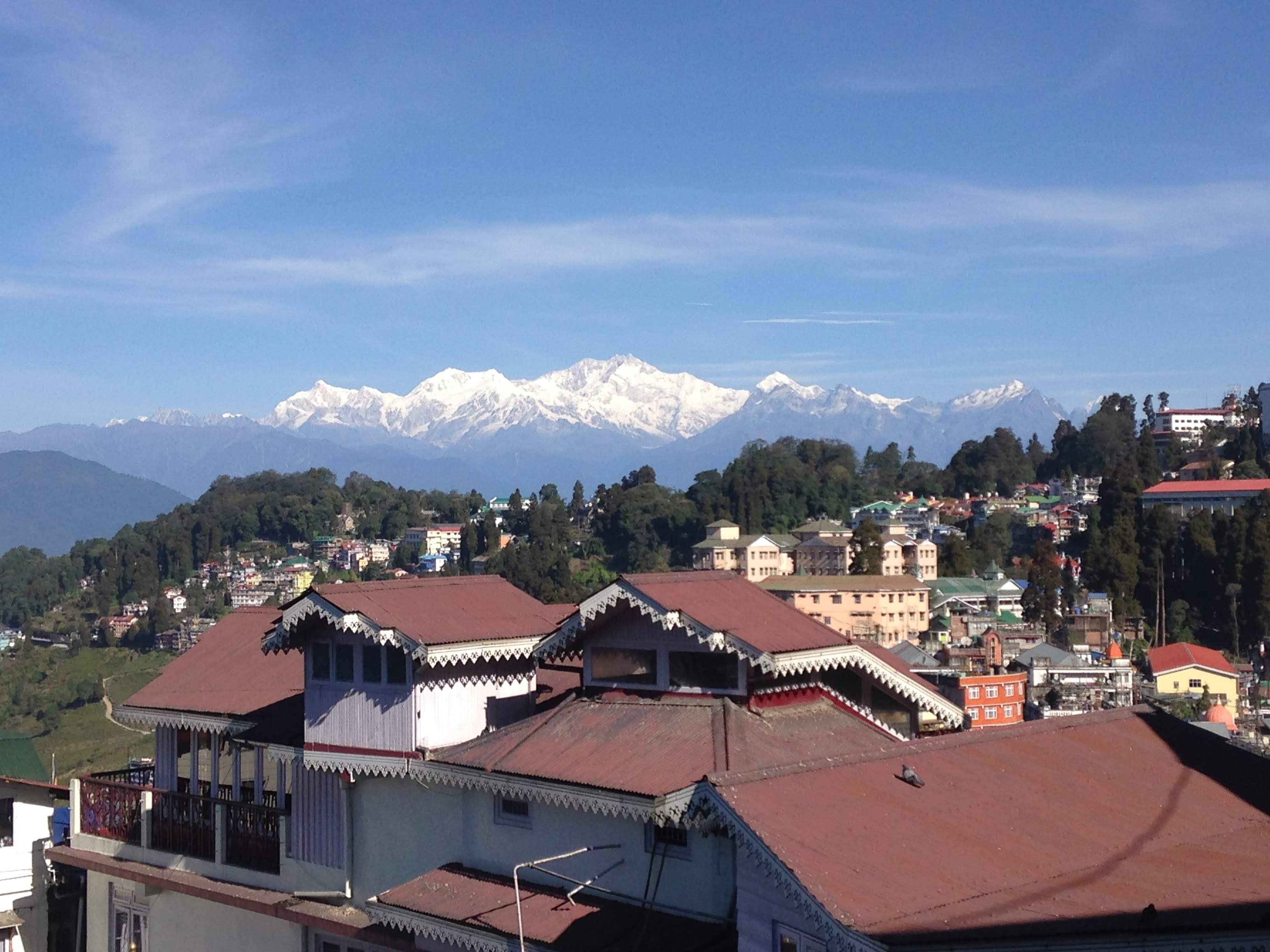
Kanchenjunga widziana ponad dachami Dardżylingu

Okres od października 1894 do grudnia 1896 spędził w randze porucznika na rejsie dookoła świata na pokładzie krążownika „Cristoforo Colombo”. Zimą 1894/95 wspólnie z Umberto Cagni i Filippo De Filippi zwiedził kilka miejsc w Indiach, m.in. Dardżyling, skąd po raz pierwszy miał widok na najwyższą część Himalajów, w tym na odległą o ok. 70 km w linii prostej Kanczendzongę. Rejs kontynuowano dalej na wschód, by po postoju na Hawajach skierować się na północ do kanadyjskiej prowincji Kolumbia Brytyjska. Podczas postoju w Victorii na wyspie Vancouver dowiedział się o dwóch nieudanych próbach amerykańskiego geologa I.C. Russella zdobycia w 1891 i 1892 dziewiczego wierzchołka Góry Świętego Eliasza (5489 m), drugiego co do wysokości szczytu w Górach Św. Eliasza, leżących w paśmie Gór Nadbrzeżnych na pograniczu Alaski i Kanady. Podjął od razu zamiar zorganizowania wyprawy i dokonania pierwszego wejścia na ten szczyt, ale plany jego realizacji uległy zmianie, gdy w drodze powrotnej do Europy dowiedział się o zaginięciu Mummery'ego podczas rekonesansu północnej ściany Nanga Parbat (8126 m) w sierpniu 1895. Decyzji wyruszenia z zorganizowaną przez siebie wyprawą w zachodnie Himalaje nie mógł jednak zrealizować ze względu na panującą wówczas w tamtym rejonie Indii epidemię cholery i zamknięcie przez rząd do niego dostępu. Powrócił zatem do idei wyprawy na Górę św. Eliasza, którą para królewska Małgorzata i Humbert mieli wesprzeć finansowo, by wykorzystać jej ambitny cel i ewentualny sukces do celów propagandowych w borykającym się z licznymi trudnościami kraju.

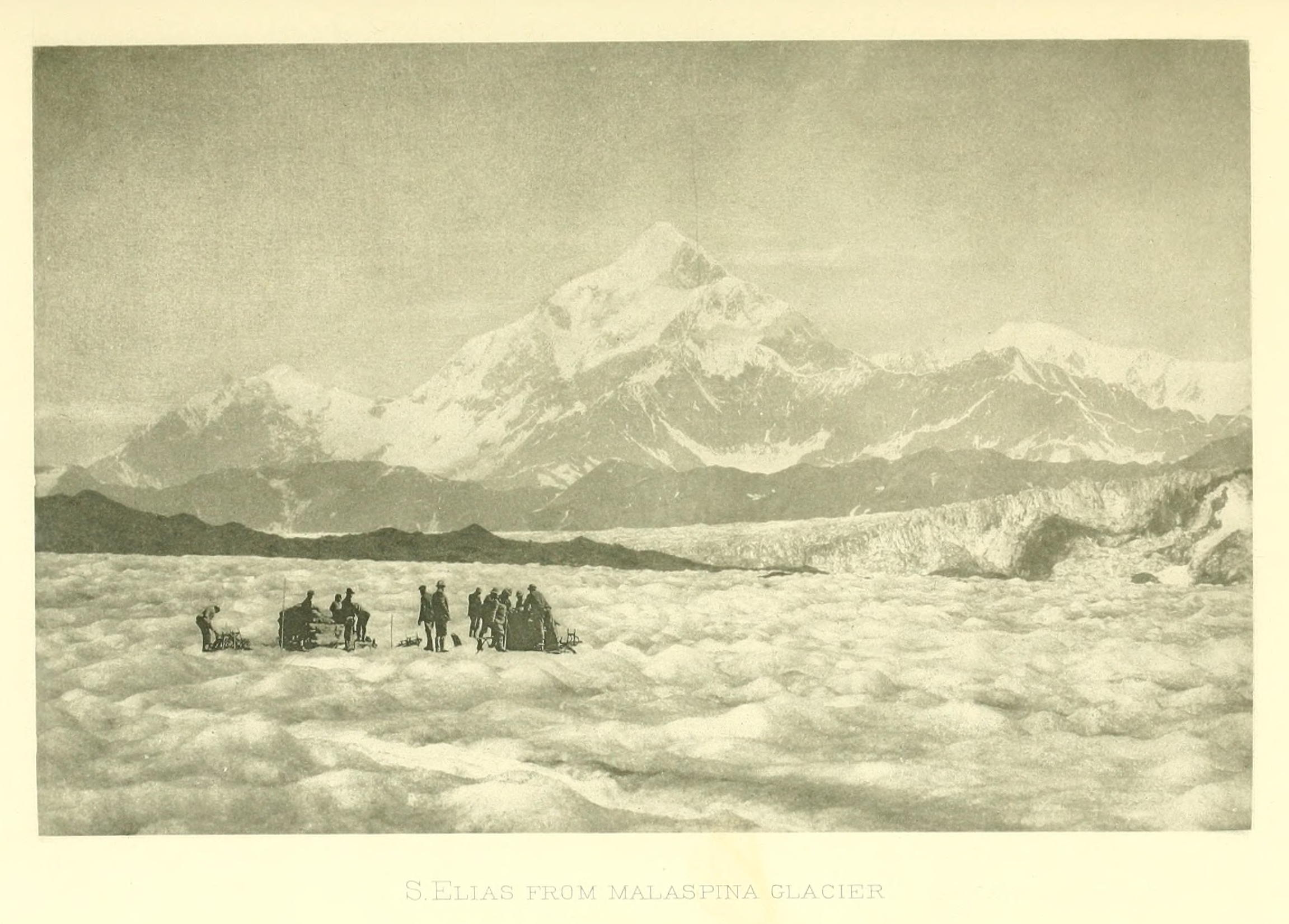
Widok na Górę Św. Eliasza z lodowca Malaspina (fot. V. Sella)

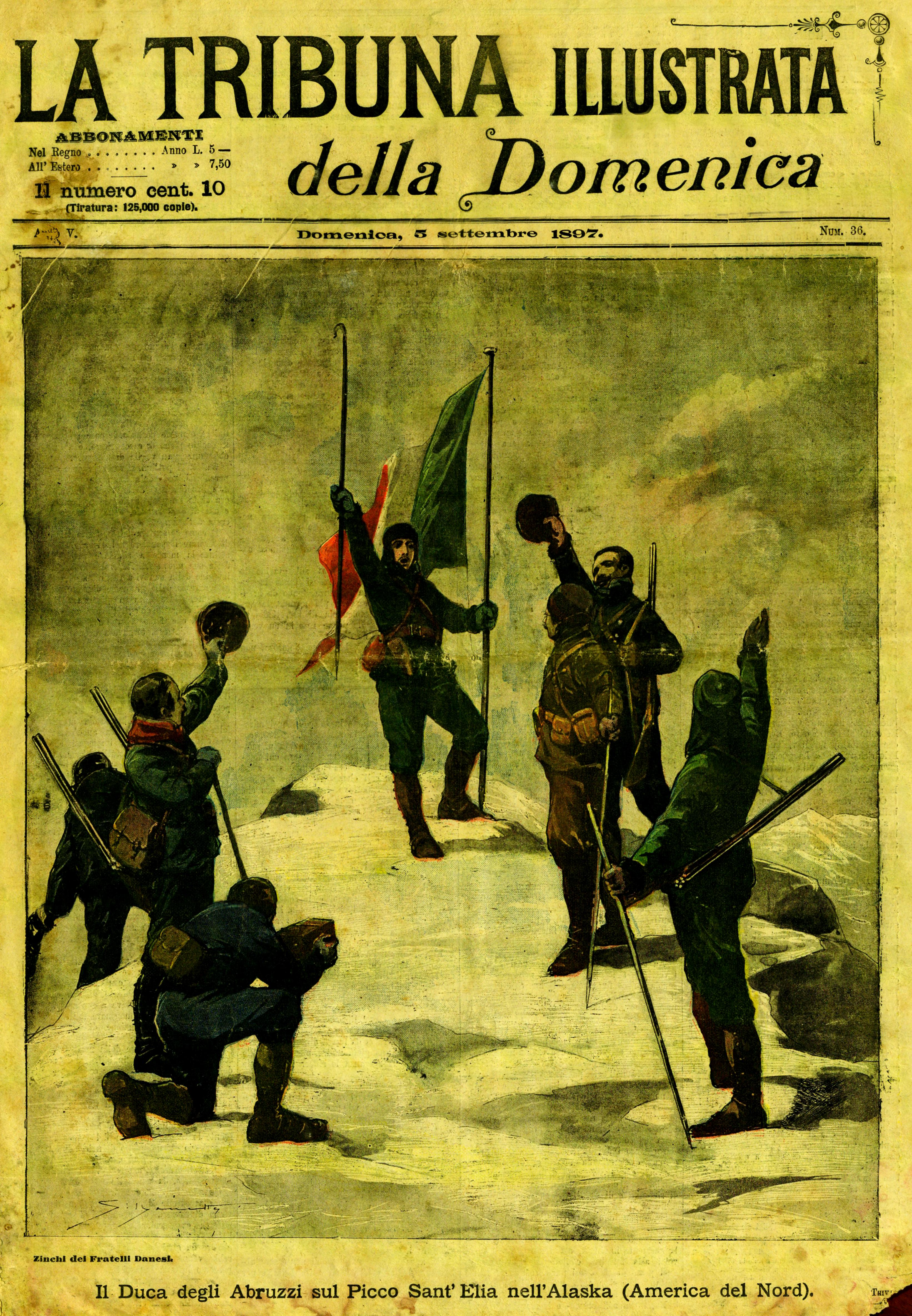
Okładka ogólnowłoskiego tygodnika „La Tribuna Illustrata” – książę Abruzzi z włoską flagą w otoczeniu towarzyszy wspinaczki i przewodników na szczycie Góry Św. Eliasza

Uczestnicy wyprawy (oprócz czterech przewodników, którzy wyruszyli wcześniej) opuścili Włochy 17 maja 1897. Księciu towarzyszyli m.in. jego sekretarz i partner wspinaczkowy Umberto Cagni, chorąży w marynarce wojennej Włoch, Filippo De Filippi, lekarz wyprawy i jej kronikarz, i Vittorio Sella, fotograf. Z portu Sitka w Alasce popłynięto do zatoki Yakutat, by 23 czerwca zejść na ląd w pobliżu lodowca Malaspina. Po ciężkim marszu i transporcie wyposażenia przez lodowiec, założono obóz bazowy 4 lipca. W ciągu następnych pięciu dni przekroczono przełęcz Pinnacle, za którą rozciągała się płaszczyzna lodowca Seward, a nad nim wierzchołek Góry Św. Eliasza. Przez kolejne dwa tygodnie wyprawa pokonała 89 km w marszu wyczerpującym ze względu na teren i ciężkie ładunki, przechodząc przez lodowce Seward i Agassiz do podstawy lodowca Newton, gdzie stanął obóz 15. Przejście przez lodospad utrudniały zła pogoda i głęboki śnieg, obawiano się też lawin. Ku drugiemu lodospadowi, podążali drogą wytyczoną przez wyprawy Russella, który udzielił im niezbędnych informacji. Mgła i śnieżyce zmusiły ich do biwakowania przez trzy dni. Obóz 21 założono 29 lipca u podstawy przełęczy podszczytowej, której książę nadał nazwę Russell Col. Następny dzień był pierwszym dniem rzeczywiście dobrej pogody. Trzy zespoły ruszyły ku przełęczy między wierzchołkami Góry Św. Eliasza i Mount Newton, na którą dotarto po sześciu godzinach. Z obozu 22 wyruszono o północy i kontynuowano wspinaczkę ku szczytowi przy dobrej pogodzie. Książę szedł w pierwszym zespole z Cagnim i przewodnikami Josephem Petigaxem i Antoinem Maquignazem. Na szczyt weszło w południe wszystkich dziewięciu wspinaczy, choć kilku męczyła już choroba górska. W gęstym śniegu schodzono w dół i w dwa dni dotarto do lodowca Newton. 12 sierpnia, po przepłynięciu zatoki Yakutat, rozpoczęła się podróż powrotna. Do Londynu, gdzie wyprawa się rozwiązała, przypłynięto 11 września. Sukces wyprawy odbił się szerokim echem w przestrzeni międzynarodowej, włoska para królewska miała powód do dumy nie tylko przez wzgląd na trafnie zainwestowane środki, które podniosły prestiż kraju, ale i przez wzgląd na członka domu sabaudzkiego, okrzykniętego primo eroe italiano dell'era moderna dell'esplorazione – pierwszym włoskim bohaterem współczesnej epoki eksploracji.

### Wyprawa do bieguna północnego (1899/1900)
Od listopada 1897 pełnił służbę na pokładzie statku szkoleniowego „San Martino”, stojącego w jednym z najważniejszych portów i baz włoskiej marynarki – La Spezia. Jego adiutantem mianowano ponownie Cagniego. Zainspirowani lekturą doniesień na temat przedsięwzięć eksploratorskich wokół jak dotąd niezdobytego bieguna północnego, powzięli plan sięgnięcia po to trofeum. Tytułem zdobycia informacji i doświadczeń odbyli w lutym 1898 prywatny rejs na wyspę Spitzbergen. Od planowania i przygotowywania wyprawy oderwał się na krótko w czerwcu, by być obecnym na prestiżowych regatach organizowanych przez Royal Harwich Yacht Club, a w sierpniu uczestniczył w międzynarodowych regatach Cowes Week jako członek załogi. W drugiej połowie sierpnia 1898 wspinał się z przewodnikami z Courmayeur (m.in. Petigax i Lorenzo Croux) w masywie Grandes Jorasses. Wspólnie dokonali pierwszego wejścia na bezimienną iglicę pomiędzy Aiguille du Dru a Aiguille Verte, którą nazwał na cześć królowej (i swojej ciotki) Punta Margherita (też pod nazwą Pointe Marguerite, 4065 m). Szczytowi zdobytemu w pobliżu nadał nazwę Punta Elena d'Orléans (4045 m) dla uhonorowania żony swego brata Emanuela Filiberta. Podczas bankietu 16 września w Londynie, wydanego przez księcia z okazji przekazania jego jachtu „Bona” angielskiemu właścicielowi, ogłosił zamiar wyruszenia w ciągu najbliższych dwóch lat na wyprawę na biegun północny.

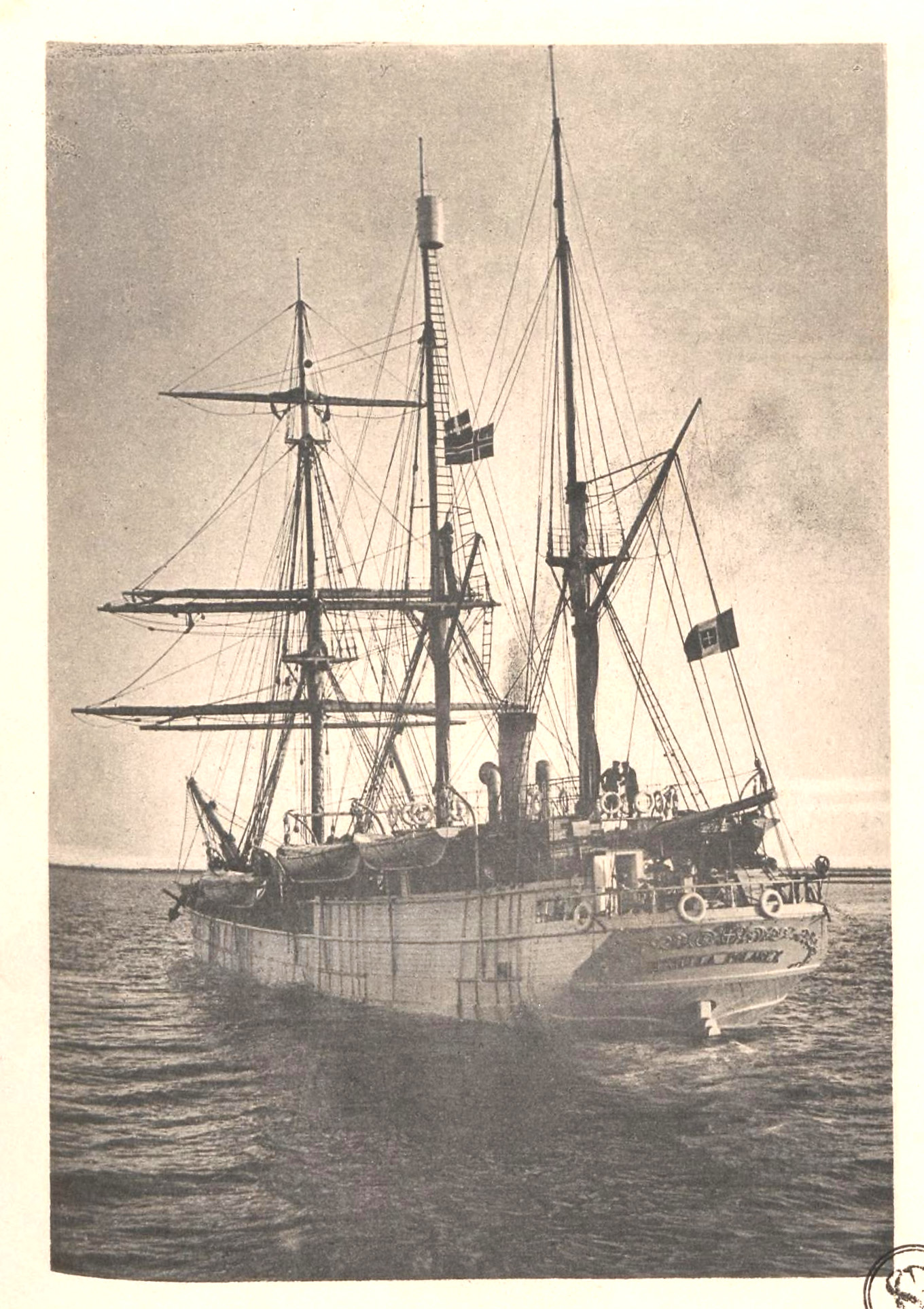
Statek „Stella Polare” przed wyprawą do bieguna północnego

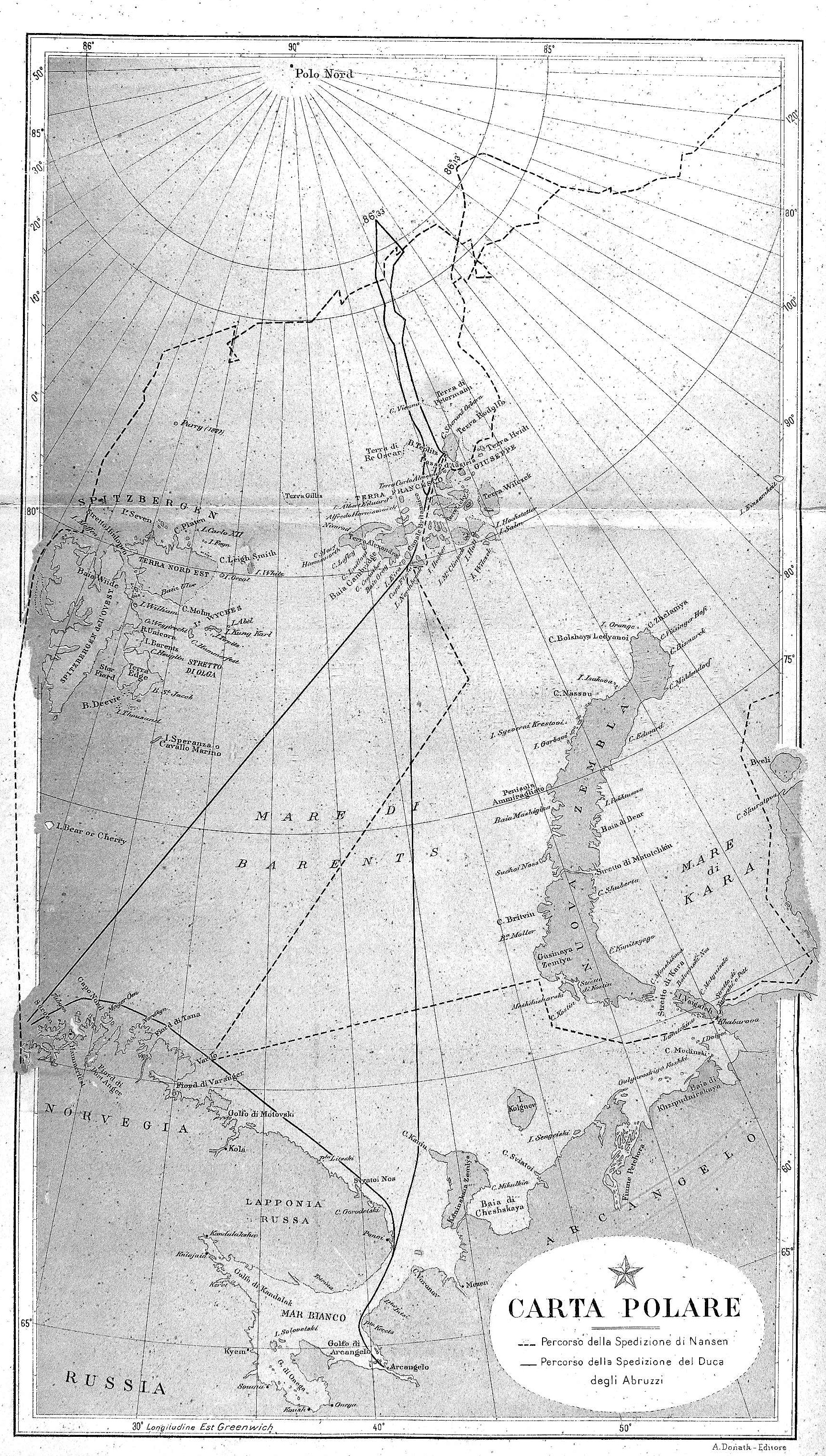
Porównanie tras rejsów i marszu do bieguna płn. wyprawy Nansena w 1896-96 i Ludwika Sabaudzkiego w 1899-1900

Przygotowania rozpoczęto od zakupu 120 psów zaprzęgowych, po które Ludwik Sabaudzki i Cagni udali się jesienią 1898 na Syberię, i odpowiedniego, nabytego w Norwegii, statku, któremu nadał imię „Stella Polare”. W trakcie kilku spotkań z Fridtjofem Nansenem, polarnikiem, który w kwietniu 1895 zdołał z towarzyszem osiągnąć szerokość geograficzną 86°14′, tj. odległość ok. 364 km od samego bieguna, zebrano cenne rady dotyczące logistyki i wyposażenia wyprawy polarnej, poparte osobistymi doświadczeniami Nansena. W oczekiwaniu kolejnego prestiżowego sukcesu król Humbert wyraził zgodę na finansowanie przedsięwzięcia bratanka. „Gwiazda Polarna” wypłynęła z Christianii 12 czerwca 1899 po uroczystych pożegnaniach z Nansenem i przybyłą na tę okazję parą książęcą Emanuelem Filibertem z małżonką Heleną. Według planu opracowanego przez księcia Abruzzi mieli popłynąć do Ziemi Franciszka Józefa, a następnie wzdłuż wybrzeży jak najdalej na północ, by przezimować na wysokości równoleżnika 82°. W okresie optymalnych warunków pogodowych, od połowy marca do połowy maja, miano posuwać się na północ pieszo, na saniach i kajakami, w przybliżeniu mając 90 dni na pokonanie 1930 km. Pierwsza część planu przebiegła bez trudności. Po złożeniu depozytu żywności, paliwa i czterech łodzi, płynięto dalej, mimo iż parokrotnie statek utykał w lodowej barierze. 16 sierpnia wpłynęli do zatoki Teoplitz przy Wyspie Rudolfa, osiągając planowane 80°47′ szerokości północnej, gdzie miano spędzić kolejnych sześć miesięcy, m.in. na prowadzeniu badań naukowych. Wkrótce jednak przechylony zamarzniętą krą statek doznał takich zniszczeń pod dalszym naporem lodu, że konieczne było zbudowanie w połowie września na lądzie obozowiska opartego na namiotach i improwizowanych konstrukcjach z żagli. Podczas wypadu na saniach książę i Cagni odmrozili koniuszki palców. Podczas gdy u Cagniego odmroziny zagoiły się, dwa palce lewej ręki księcia musiały być amputowane do pierwszego stawu. Pod koniec stycznia Cagni zgodził się na objęcie dowództwa wyprawy. Na północ wyruszono 11 marca: Cagni, 10 polarników, 13 sań i 102 psy. Planowano powrót do bazy dwóch zespołów w ciągu kolejnych tygodni, tak aby najsprawniejsi mogli z możliwie dużym zapasem żywności i paliwa przeć jako trzeci zespół ku biegunowi. Pierwszy zespół zawrócił 23 marca i wrócił do bazy, natomiast drugi ruszył w drogę powrotną 31 marca, ale zaginał bez śladu, prawdopodobnie straciwszy orientację w śnieżycy. Trzeci, czteroosobowy zespół Cagniego i Petigaxa kontynuował marsz na północ. 25 kwietnia zdołali osiągnąć szerokość 86°34′, lecz wobec wyczerpania się zapasów zawrócili, przybywając do bazy 23 czerwca, wycieńczeni i z odmrożeniami. Po naprawieniu statku i uwolnieniu go z pancerza lodu 16 sierpnia 1900 wypłynęli z zatoki, a po dwóch tygodniach żeglugi powrócili do Norwegii. Współcześnie polarna wyprawa księcia Abruzzi uważana była, pomimo zaginięcia trojga jej uczestników i tylko nieznacznego poprawienia wyniku Nansena, za wyjątkowo sprawnie przeprowadzoną i udaną.

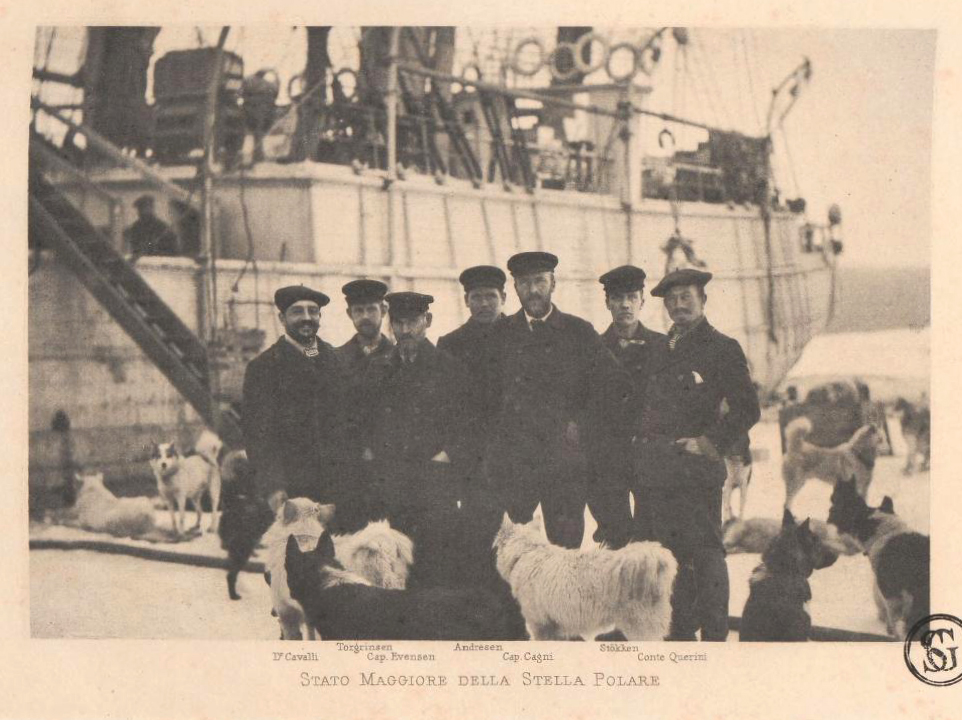
Załoga statku „Stella Polare”
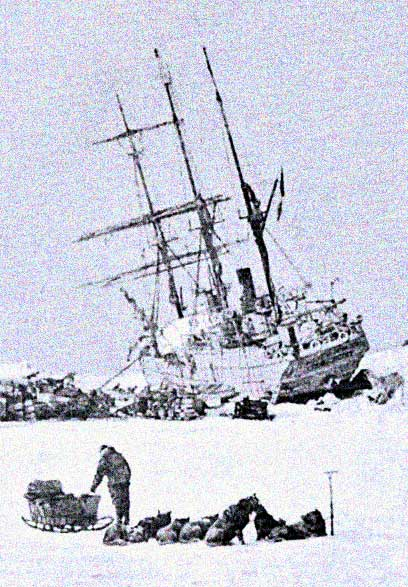
„Stella Polare“ uwięziona w lodach Toeplitz Bay przy brzegu Wyspy Rudolfa
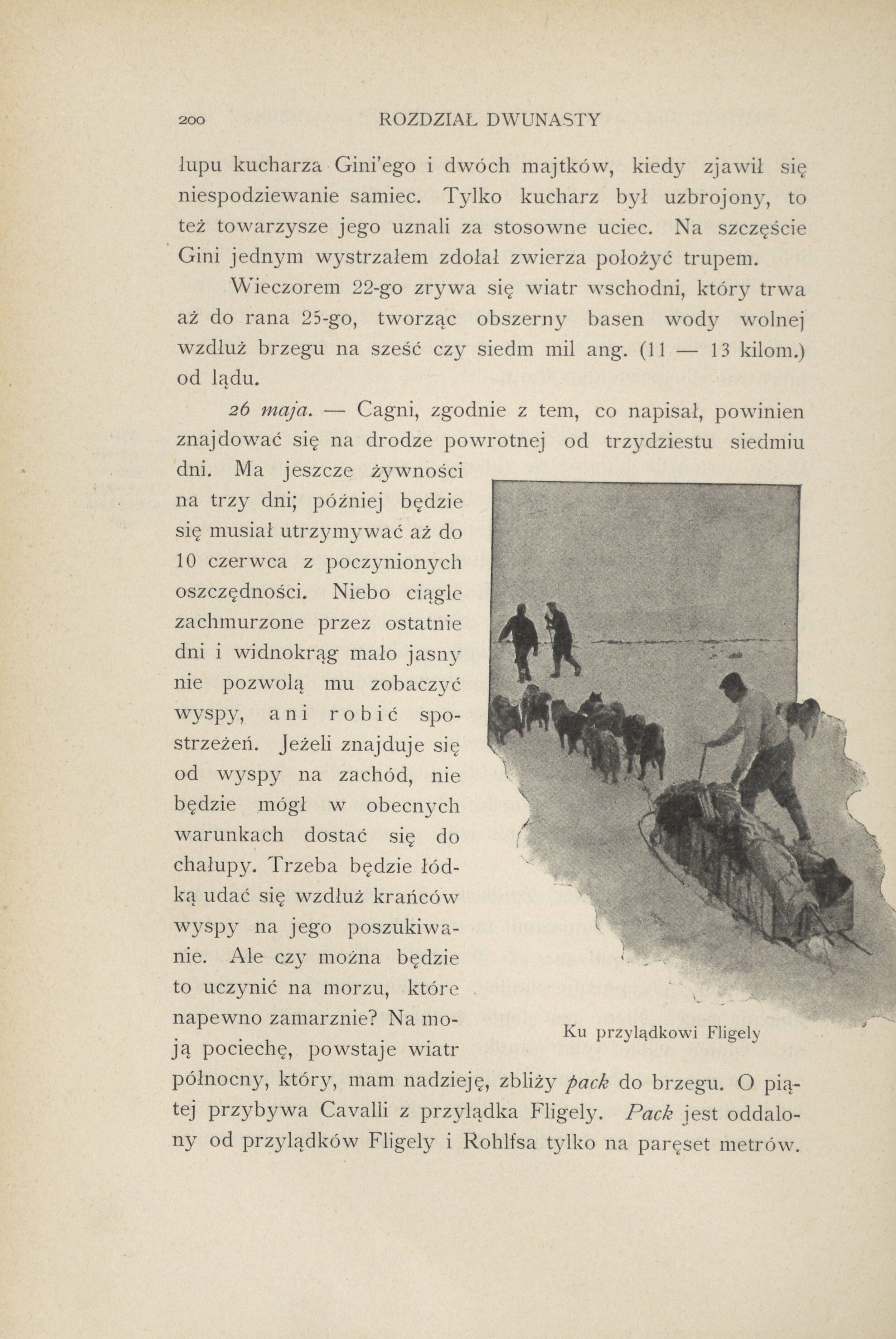
Psi zaprzęg z saniami (strona z polskiego tłumaczenia książki o wyprawie do bieguna północnego)
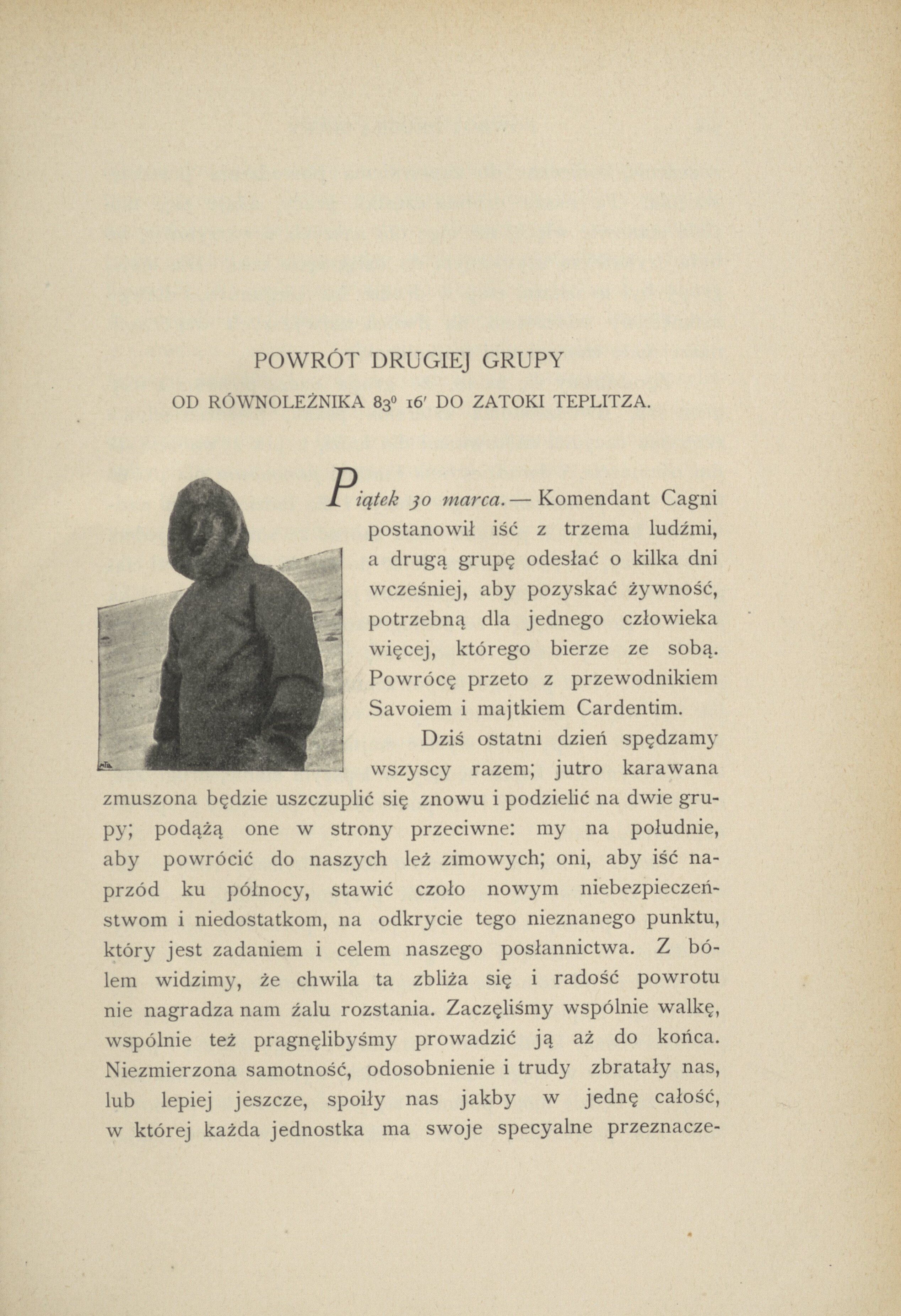
Umberto Cagni (strona z polskiego tłumaczenia książki o wyprawie do bieguna północnego)
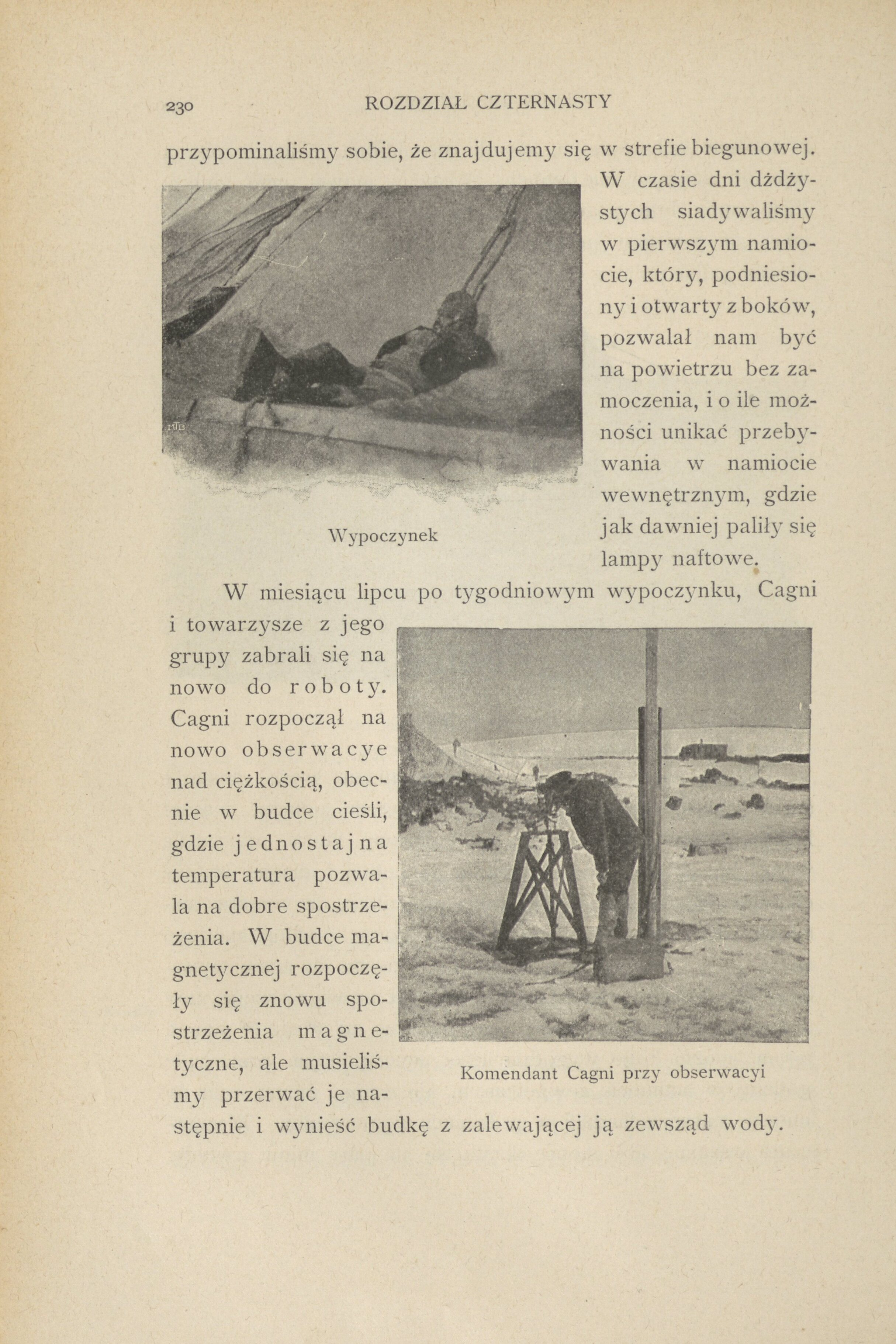
Umberto Cagni w trakcie pomiarów (strona z polskiego tłumaczenia książki o wyprawie do bieguna północnego)
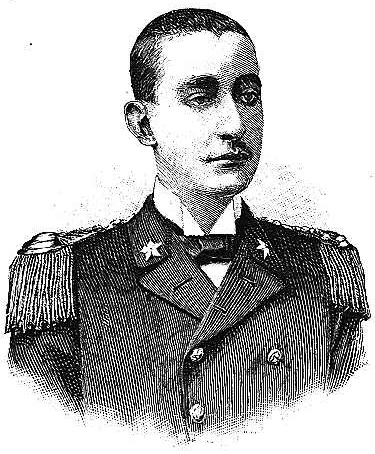
Książę Abruzzi w 1900
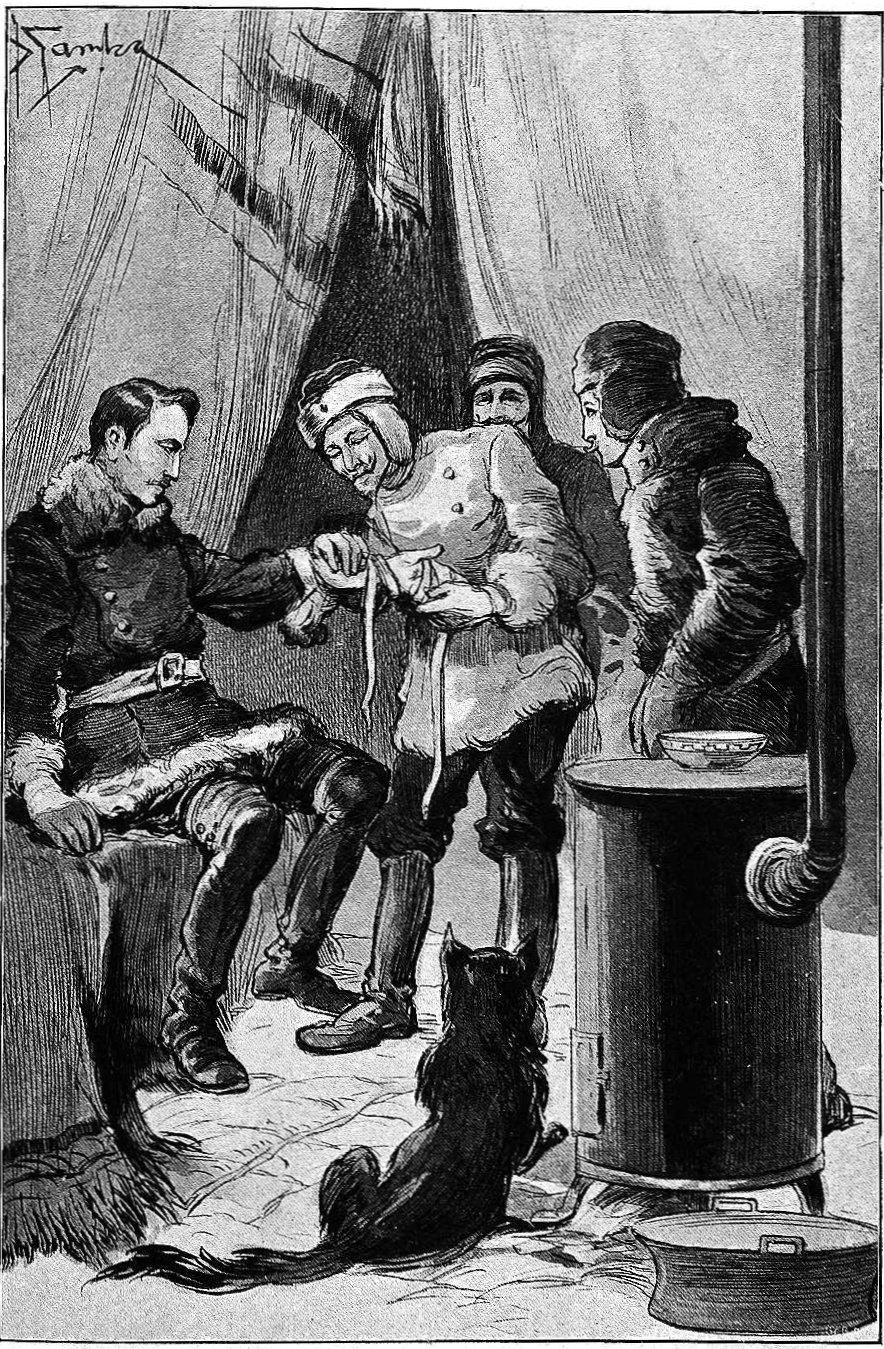
Opatrywanie odmrożeń, których doznał książę podczas wyprawy
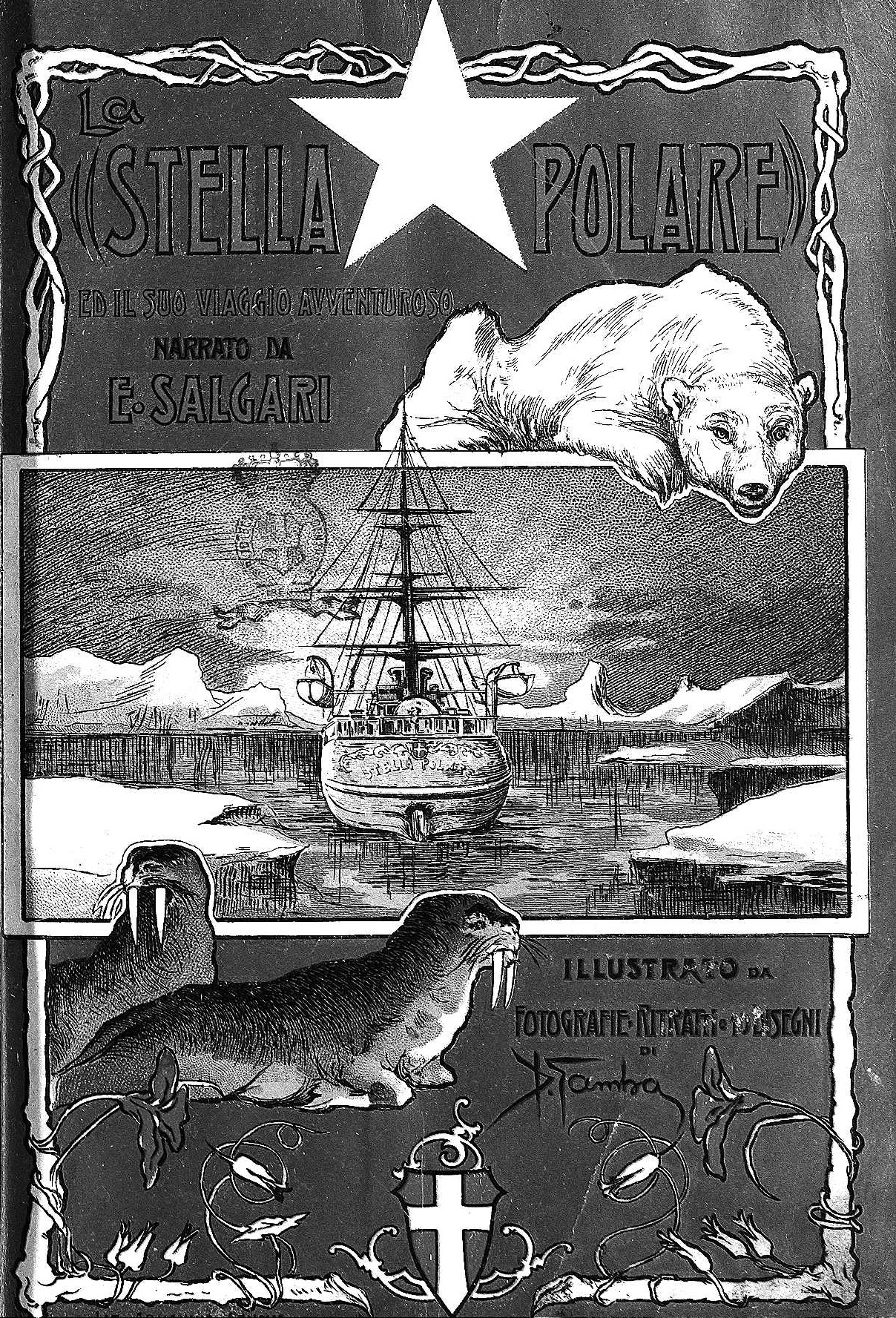
Okładka książki La Stella Polare ed il suo viaggio avventuroso (Emilio Salgar, 1901)

### Wyprawa w Ruwenzori (1906)
Kolejne miesiące spędził służąc jako capitano di corvetta w La Spezia. W sierpniu 1901 udał się z czterema przewodnikami (m.in. Petigax i Croux) w masyw Mont Blanc, ku Les Dames Anglaises, grupie skalnych iglic w grani Peuterey. 7 sierpnia w zespole z Croux i Ciprien Savoye wszedł na wierzchołek drugiej co do wysokości iglicy (3593 m), której nadali jako autorzy pierwszego wejścia nazwę Punta Jolanda na cześć nowonarodzonej córki króla Wiktora Emanuela III i Heleny. W tym okresie oddawał się równocześnie innej pasji – automobilizmowi. W listopadzie 1901 przystąpił w ramach zakładu o 5 tys. lirów do wyścigu na 300-kilometrowym odcinku z Villanova d'Asti do Bolonii, mającego dowieść wyższości modelu fiata nad modelem panharda. Gdy wszystko wskazywało na to, że książę Abruzzi we fiacie umocni swoją przewagę nad współzawodnikiem, jego samochód wpadł w poślizg i był tak uszkodzony, że nie mógł kontynuować jazdy. On sam nie doznał żadnych obrażeń, stracił jednak chęć do uczestniczenia w podobnych wyścigach. Po awansie na capitano di fregata w grudniu 1901 i nominowaniu w sierpniu 1902 samodzielnym dowódcą krążownika „Liguria”, jego karierę skierowano na tory dyplomatyczne z misją do krajów basenu Morza Śródziemnego. Na zaproszenie Amerykańskiego Towarzystwa Geograficznego (AGS) odbył w marcu 1903 prywatną podróż do Nowego Yorku w celu odebrania odznaczenia Cullem Medal przyznawanego przez Towarzystwo za wybitne osiągnięcia w badaniach polarnych. W okresie od sierpnia 1904 do kwietnia 1905 odbył na pokładzie „Ligurii” rejs dookoła światy, będący w zasadzie kolejną misją dyplomatyczną, ale i okazją do rozległych obserwacji naukowych z zakresu oceanografii, astronomii i biologii. Zawinięto do portów m.in. w Nowym Orleanie, Hawanie, Trynidadzie, Brazylii i Buenos Aires, by przez Cieśninę Magellana wypłynąć na Pacyfik i stanąć w portach na Hawajach, Tahiti, Nowej Zelandii i w Australii, w dalszej drodze na północ odwiedzić Szanghaj i Bangkok, a w drodze do Europy Singapur, Madras i Mesewę nad Morzem Czerwonym. W trakcie tego rejsu, podczas lektury nekrologu H.M. Stanleya – dziennikarza okrytego sławą dzięki odnalezieniu w afrykańskim buszu Davida Livingstone'a – powziął ideę zorganizowania wyprawy eksploratorsko-alpinistycznej w niezbadane jak dotąd góry Ruwenzori w Afryce równikowej.

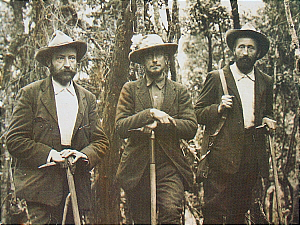
Książę Abruzzi z przewodnikami Cesarem Ollierem i Josephen Petigaxem podczas wyprawy w Ruwenzori

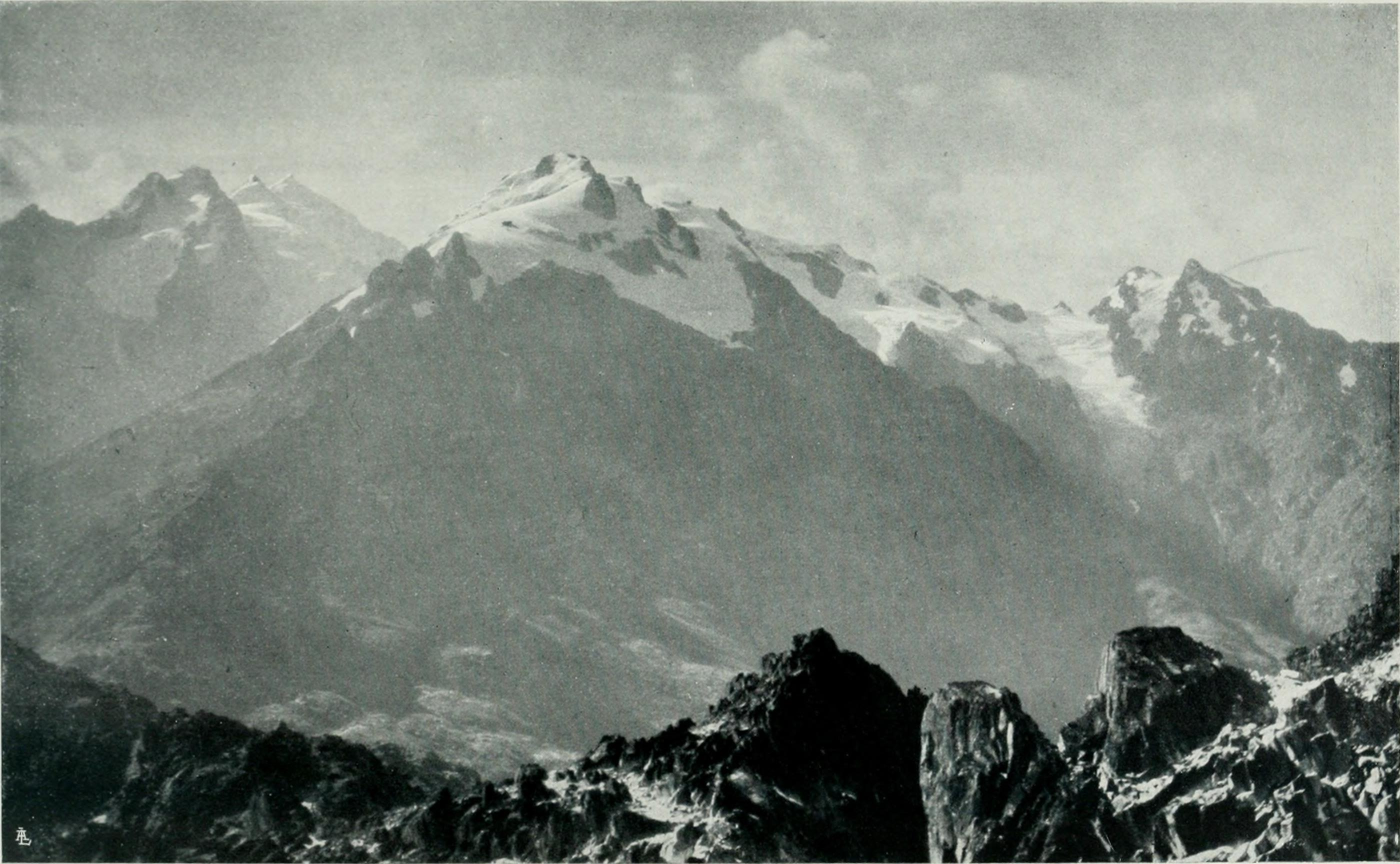
Fotografia V. Selli

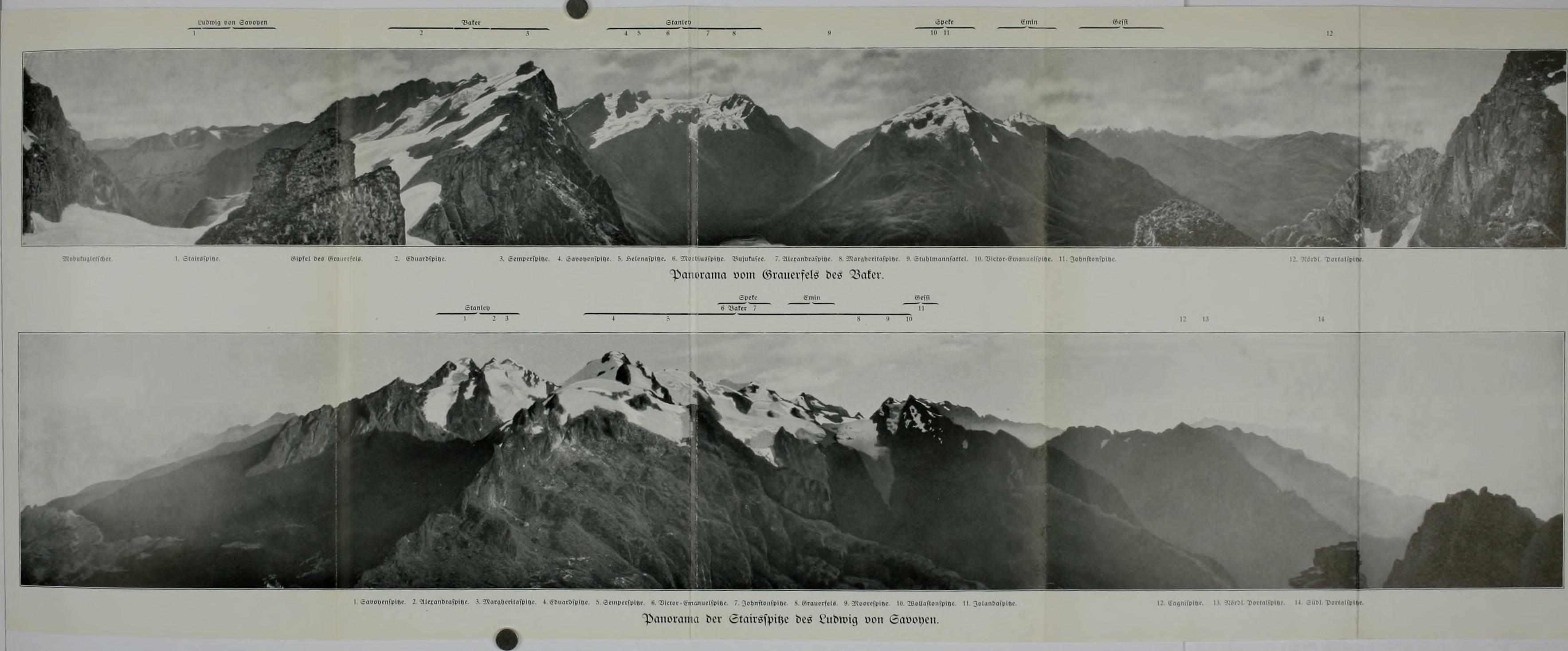
Panoramy Ruwenzori: dwuwierzchołkowa Góra Stanleya oraz inne szczyty zdobyte (i nazwane) w trakcie wyprawy w 1906

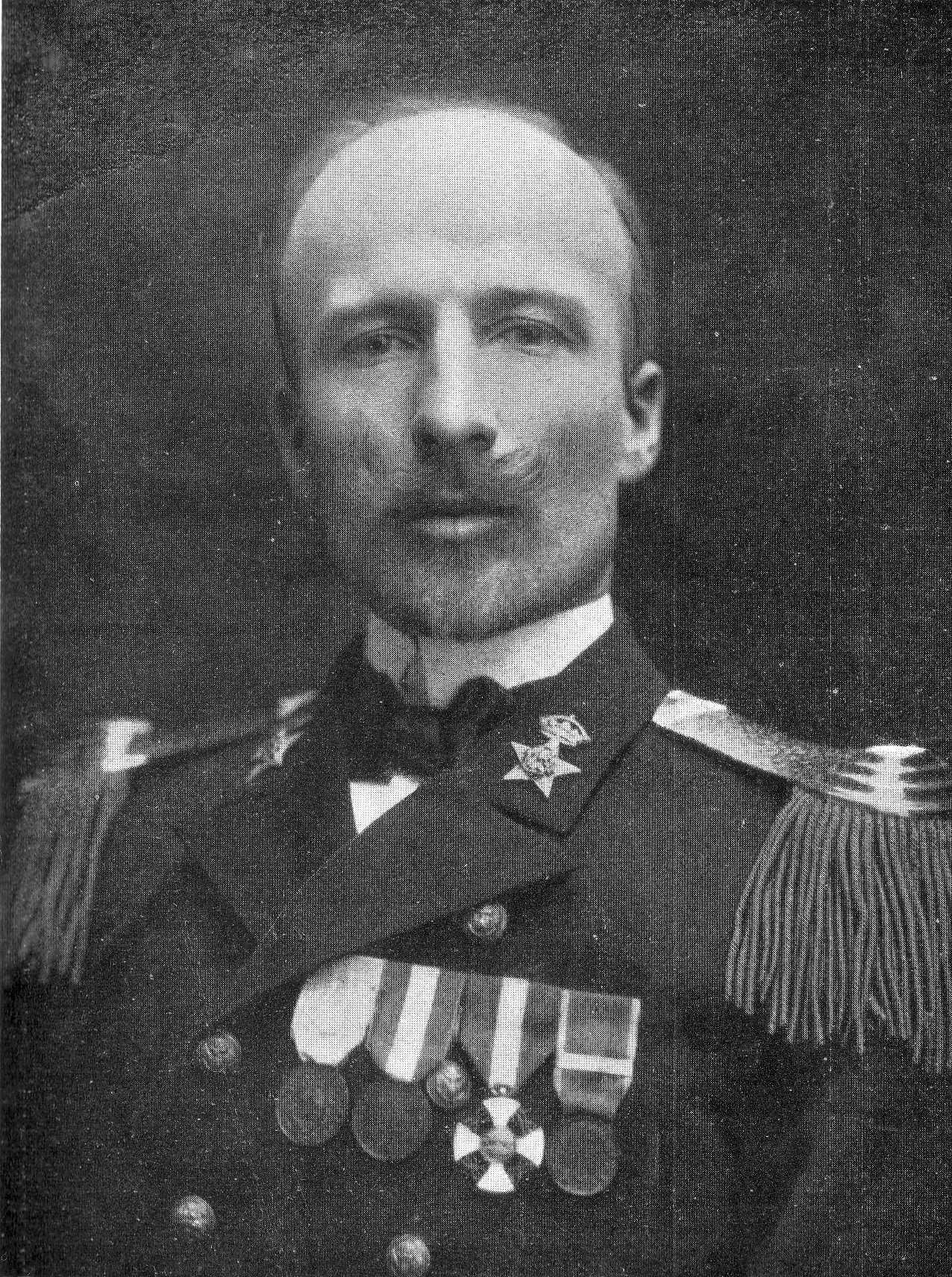
Umberto Cagni

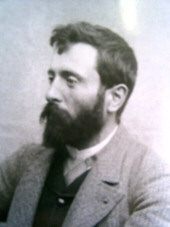
Vittorio Sella

Przyjmując za optymalny okres na eksplorację regionu w obrębie Wlk. Rowu Wschodniego, ok. 40 km na północ od równika, koniec pory deszczowej na przełomie kwietnia i maja, miał na przygotowanie wyprawy niecały rok. Zaprosił do udziału w niej, obok Cagniego, Petigaxa i kilku innych towarzyszy dotychczasowych wypraw, ponownie także Vittorio Sellę, górskiego fotografa o ustalonej już sławie. Wypłynięto z Neapolu 16 kwietnia 1906 do Mombasy, a stamtąd udano się pociągiem na północ do Kisumu nad Jeziorem Wiktorii, gdzie przybyto 6 maja. W Entebbe na płn. brzegu Wiktorii uzupełniono zapasy żywności na ok. 80 planowanych dni eksploracji i najęto tragarzy; w sumie wyprawowa karawana liczyła ok. 300 osób. Po uciążliwym marszu po raz pierwszy zobaczyli ośnieżone wierzchołki Ruwenzori 29 maja. Wytyczona przez poprzednich eksploratorów trasa podejścia, wiodąca przez porośniętą gęstym lasem dolinę rzeki Mubuku, okazała się stroma, błotnista i poprzecinana wezbranymi rzekami. Bazę założyli na wysokości 3798 m tuż poniżej lodowca Mubuku. Ludwik Sabaudzki w 6-osobowym zespole wyszedł 9 czerwca na rekonesans dróg wiodących ku najwyższym wierzchołkom centralnej części Ruwenzori. Weszli co prawda na lodowiec, ale podchodzenie dalej w górę uniemożliwiła gęsta mgła – utrudnienie, które zniweczyło próby wszystkich dotychczasowych podróżników. Gdy ta w mocy rozeszła się, ruszono w górę i jeszcze przed południem zdobyli pierwszy dziewiczy szczyt (4829 m), ale zanim dotarli do kolejnego (Kiyanja, 4873 m), nadciągnęły mgły, więc zeszli do obozu bazowego. Mimo niesprzyjającej pogody podjęto rekonesans najwyższej partii Ruwenzori – masywu Góry Stanley. Dwa z jego 9 dziewiczych szczytów zespół księcia zdobył 18 czerwca, najwyższy z nich, północny, chrzcząc Punta Margherita (5110 m), a nieco niższemu, południowemu, dając nazwę Punta Alexandra (5105 m), upamiętniając włoską królową matkę i angielską małżonkę królewską. Na następny dzień, mimo uciążliwości lekkiej ślepoty śnieżnej, zdobyli kolejne dwa dziewicze wierzchołki i nadali im nazwy Punta Elena (4995 m), dla uhonorowania włoskiej królowej Heleny, i Punta Savoia (4980 m). Przez następne dwa tygodnie zaskakująco dobrej pogody nie tylko zdobyto 14 dziewiczych szczytów powyżej 4500 m, ale i przeprowadzono wiele badań naukowych i pomiarów topograficznych, przyczyniając się do rozszerzenia lub skorygowania wiedzy na temat tego rejonu. Książę i jego zespół byli autorami pierwszej dokładnej mapy pasma Ruwenzori. Na ostatni szczyt z niezdobytych w grupie Góry Stanleya – Moebius Peak, 4918 m – weszli pod koniec wyprawy Erminio Bota i Sella, ten drugi ponadto kończył wyprawę z nieporównywalnym dorobkiem fotografii, utwierdzających jego międzynarodową sławę. Łącznie ze szczytem w grupie Gessi (Jolanda, 4715 m) nad doliną Bujuku, zdobytym 16 lipca podczas drogi zejściowej, książę dokonał 16 pierwszych wejść. Członkowie wyprawy opuścili Afrykę 28 sierpnia 1906 na pokładzie francuskiego parowca „Natal”. Po powrocie zajęty był razem z Filippo De Filippi i Vittorio Sellą przygotowywaniem książki o wyprawie. Od stycznia 1907 wygłaszał na temat wyprawy prelekcje, m.in. we Włoskim Towarzystwie Geograficznym (SGI) w Rzymie, Królewskim Szkockim Towarzystwie Geograficznym (RSGS) w Glasgow (w grudniu 1907) i w Królewskim Towarzystwie Geograficznym w Londynie. Przyjmował wyrazy uznania od najwybitniejszych osobistości alpinistycznych i naukowych, a jego sława była równie wielka po obu stronach Atlantyku.

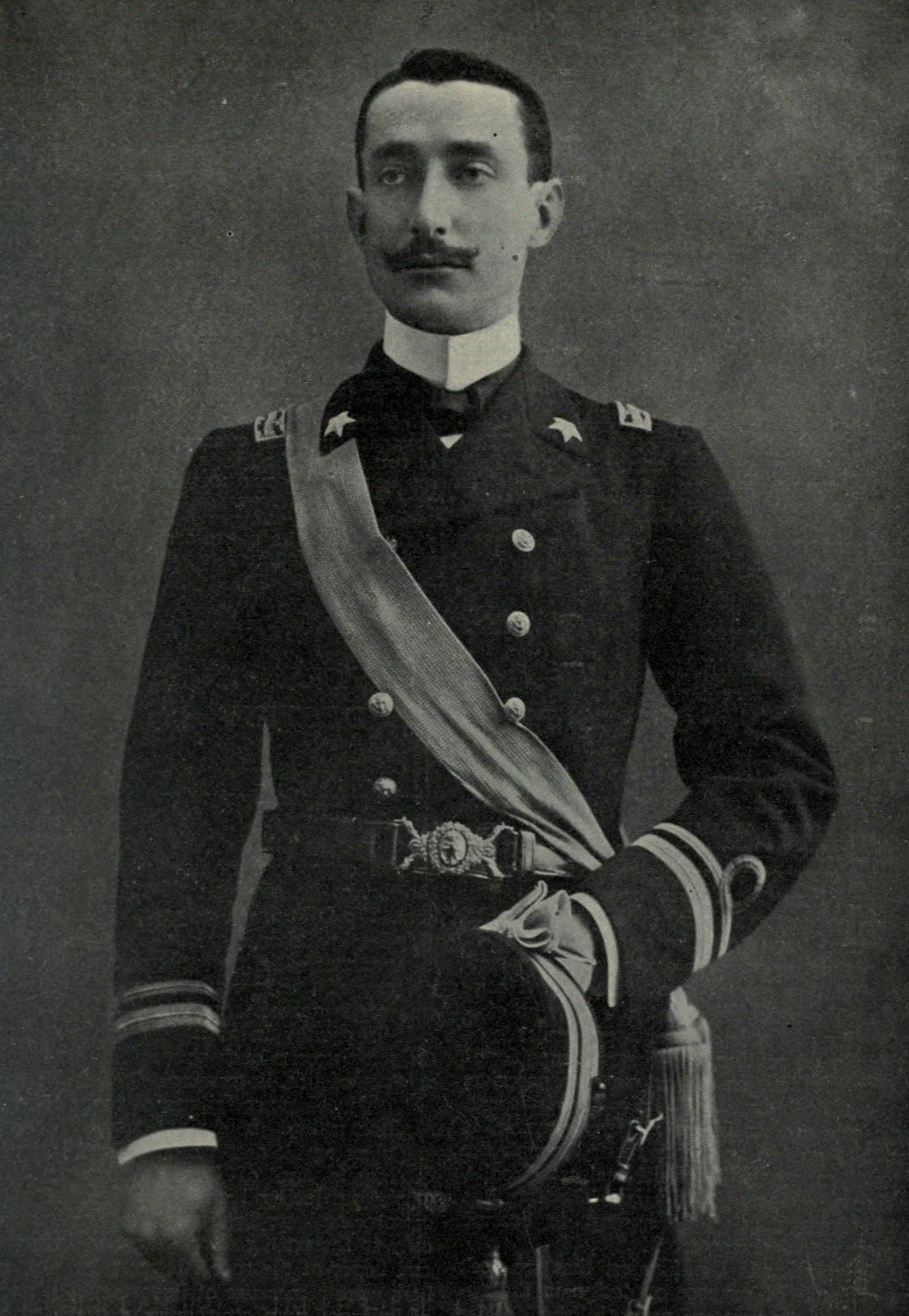
Ludwik Sabaudzki tuż przed przybycie do Stanów Zjednoczonych w 1907

## Życie prywatne

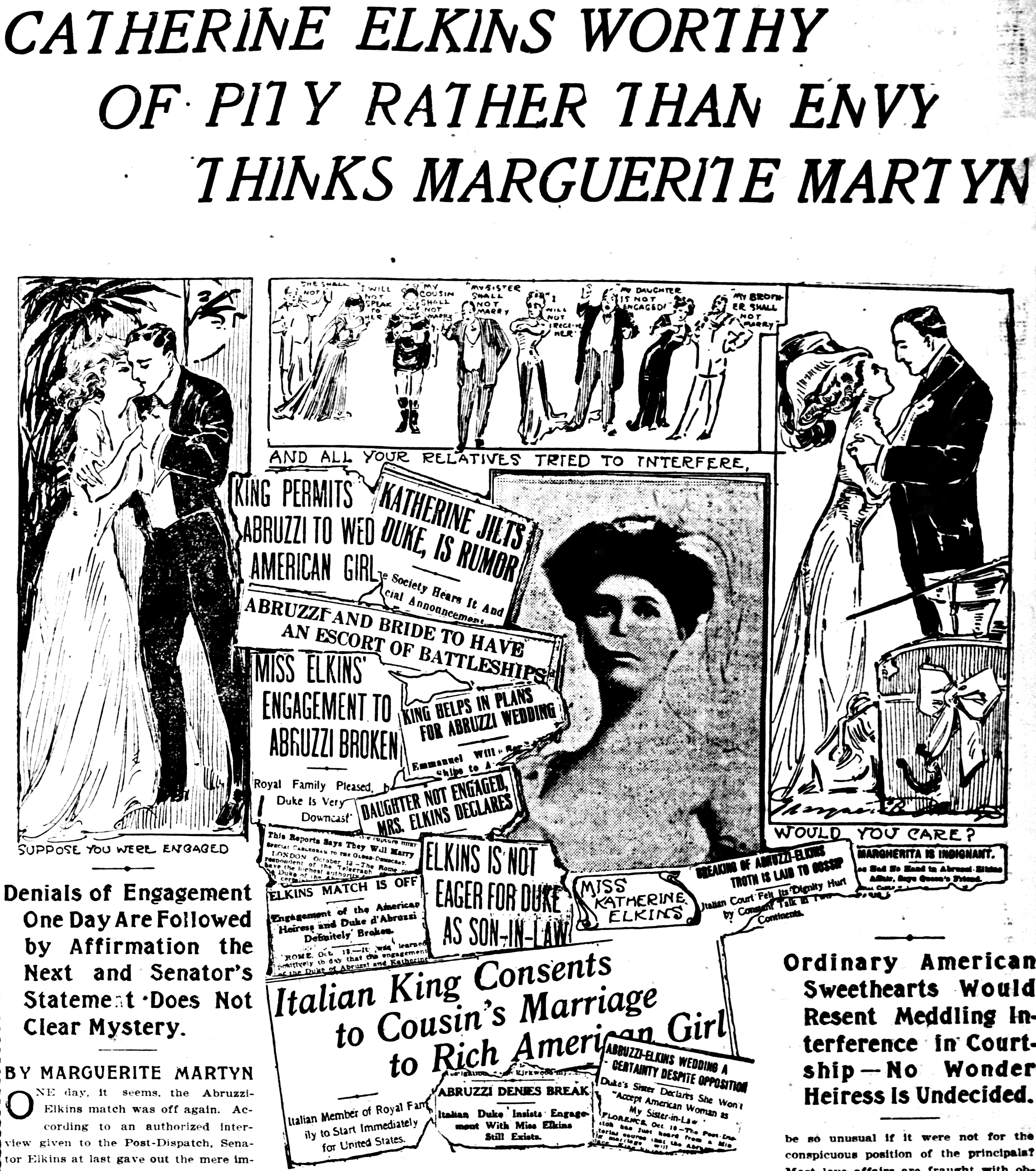
Plotki prasowe na temat domniemanej pary narzeczonych, księcia Abruzzi i Katherine Elkins

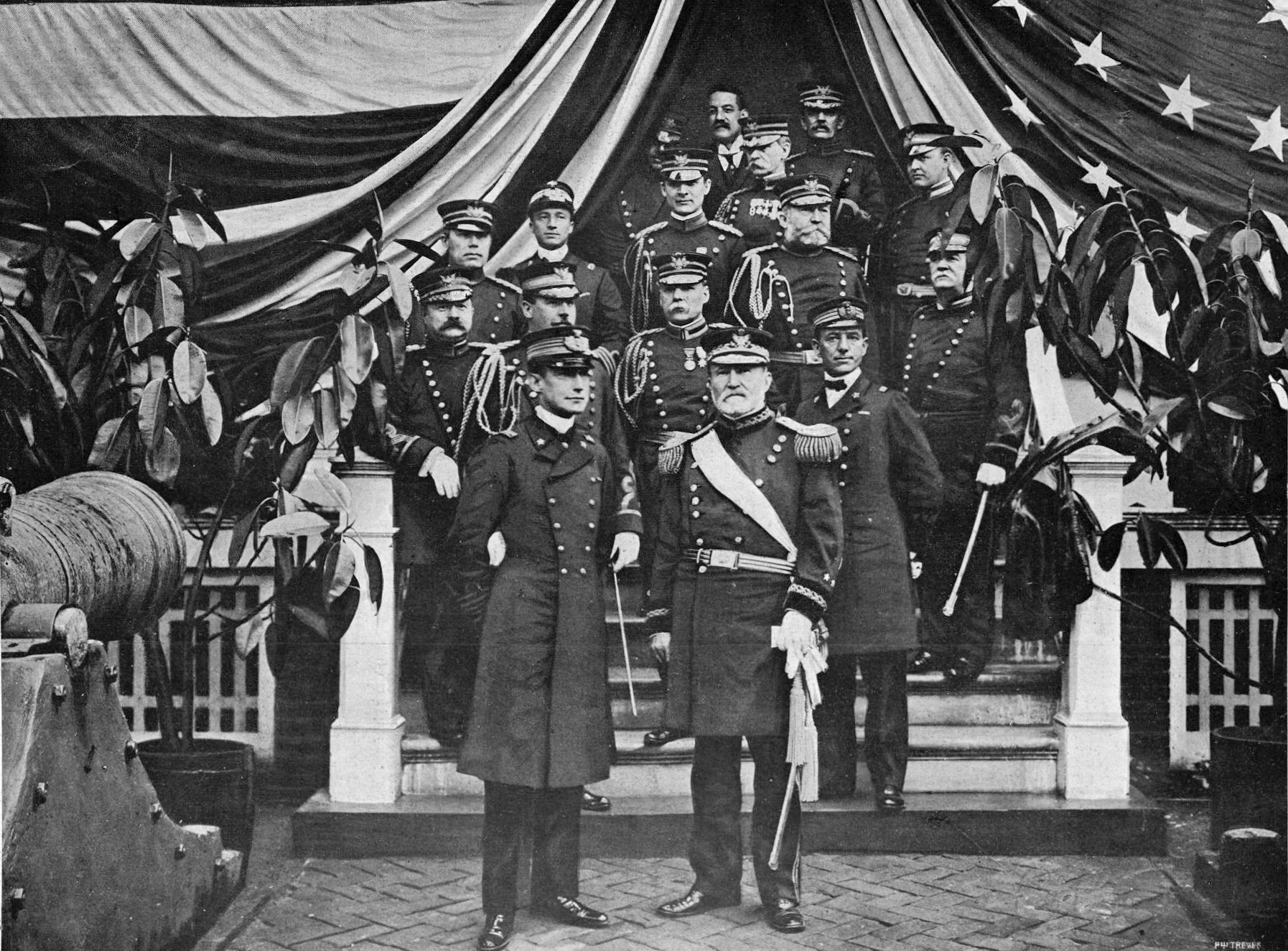
Ludwik Sabaudzki podczas wizyty w Nowym Jorku w 1907

Biografowie Ludwika Sabaudzkiego (Tenderini i Shandrick, 1997) podkreślają jego skromność w kontaktach międzyludzkich i dążenie do zachowania prywatności i anonimowości w sytuacjach społecznych poza sferą oficjalną. Jako członek najbliższej rodziny królewskiej, jednego z najważniejszych domów panujących w Europie na początku XX w., pozostawał jednak przede wszystkim osobą oficjalną, szczególnie gdy dotyczyło to planów matrymonialnych. Był wielce pożądaną partią nie tyle ze względów dynastycznych – był dość nisko w linii sukcesji do włoskiego tronu – co politycznych. O zainteresowanie go którąś z angielskich księżniczek czynił starania Edward VII. Cesarz Wilhelm II w małżeństwie włoskiego księcia z niemiecką księżniczką widział drogę do umocnienia Trójprzymierza. O jedynej konkretnej perspektywie małżeństwa nie wiadomo niczego pewnego, poza tym, że dotyczyła Katherine Elkins, córki jednego z najbogatszych północnoamerykańskich przemysłowców i senatora z ramienia Partii Republikańskiej Stephena B. Elkinsa, i że ich zaręczyny zostały zerwane w listopadzie 1908. Poznali się w 1906 lub 1907, co do okoliczności i miejsca (a nawet kontynentu) ówczesna prasa snuła różne przypuszczenia. Wiadomo, że znał już młodszą od niego o 13 lat Katherine, kiedy jako oficjalny przedstawiciel króla Wiktora Emanuela przebywał z misją dyplomatyczną wiosną 1907 w Stanach Zjednoczonych, dokąd przybył jako dowódca na pokładzie okrętu wojennego „Varese”. Spotykali się podobno w Waszyngtonie i Nowym Jorku, gdzie książę Abruzzi był gościem także American Alpine Club (AAC). Podawane było, że w lutym 1908 popłynął pod przybranym nazwiskiem na Kubę, skąd udał się do Palm Beach na Florydzie na spotkanie z Katherine i jej matką Hallie (d.d. Davis); wspólnie pojechali dla zachowania prywatności samochodem do Waszyngtonu, by tam zostać powitanym przez tłumy dziennikarzy. Ci nie opuszczali księcia aż do momentu, kiedy opuszczał Stany na pokładzie „Lusitanii”. Wśród członków dynastii sabaudzkiej nie było zgody co do ewentualnego małżeństwa „włoskiego księcia krwi i amerykańskiej księżniczki fortuny”, tym bardziej że mowa była o zawartym już narzeczeństwie i staraniach księcia o uzyskanie zgody rodziny na zawarcie małżeństwa. Niedyplomatyczne, wręcz obraźliwe komentarze wygłaszane były regularnie przez senatora Elkinsa odnoście włoskiego domu panującego i ewentualności związania się z nim jego rodziny. Również jego poczynania, jak np. zablokowanie w urzędzie pocztowym wszelkich przesyłek od księcia Abruzzi do jego córki, przyczyniały się raczej do podsycania prasowego skandalu niż godnego rozwiązania w zasadzie niemożliwej do rozwiązania kwestii. Temu małżeństwu stały na przeszkodzie także takie względy formalne, jak ten, że Katherine nie była katoliczką, zgoda papieża Piusa X na to małżeństwa nie była pewna, nie mówiąc o domniemaniach, że Katherine była rozwódką. W ostatnich miesiącach 1908 książę w oficjalnym oświadczeniu dla prasy, a senator Elkins w zdaniach wygłoszonych do dziennikarzy na stopniach swego domu w Waszyngtonie, ostatecznie położyli kres spekulacjom co do tego małżeństwa. Książę Abruzzi nie zawarł innego związku małżeńskiego.

## Ekspedycja na K2 (1909)

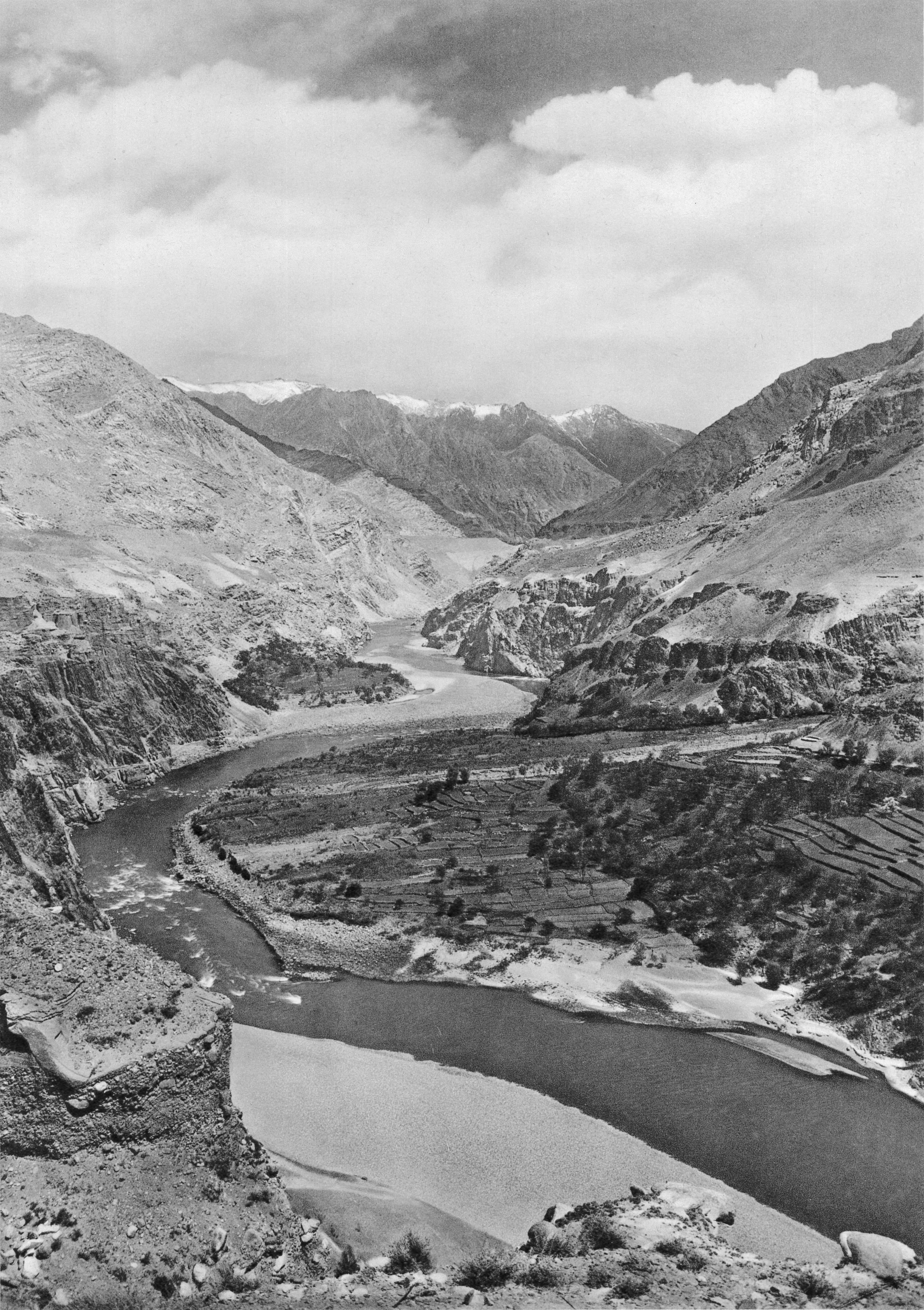
Dolina Indusu (fot. V. Sella)

Książę Abruzzi nie otrzymał co prawda oczekiwanej nominacji na admirała marynarki wojennej, pozostał jednak w jej służbie. Po ciężkim trzęsieniu ziemi, które nawiedziło na początku grudnia 1908 rejon Cieśniny Mesyńskiej, został dowódcą eskadry okrętów, niosących pomoc mieszkańcom Reggio di Calabria i Mesyny. Na początku 1909 otrzymał od władz brytyjskich zezwolenie na działalność eksploracyjno-wspinaczkową w rejonie lodowca Baltoro i szczytu K2 w Pendżabie. W ramach przygotowań udał się (incognito) do Londynu w celu przestudiowania map tego regionu Karakorum, sporządzonych przez Martina Conwaya pod auspicjami Royal Geographical Society w 1892, i zakupu specjalistycznego sprzętu. Część wyposażenia wyprawowego i medycznego nabył także we Francji. Opierając się na doświadczeniach dotychczasowych wypraw brytyjskich za najlepszą porę do działalności w Karakorum uznał tygodnie od połowy maja do początku pory monsunowej, miał zatem na organizację ekspedycji dwa miesiące czasu. Do uczestnictwa w niej zaprosił ponownie Vittorio Sellę jako fotografa, Filippo de Filippiego jako lekarza, odpowiedzialnego też za zbiory botaniczne, i Federico Negrotto jako topografa oraz siedmiu włoskich przewodników z Courmayeur (m.in. Josepha Petigaxa z synem Laurentem). Zdecydowano się na ograniczony liczebnie skład wyprawy, aby zapewnić jej lepszą mobilność w trudnym i mało poznanym terenie w czasie stosunkowo krótkiego sezonu wspinaczkowego. Wyprawa w pełnym składzie wyruszyła statkiem z Marsylii 26 marca i do portu w Mumbaju zawinięto 9 kwietnia, a stamtąd udano się w podróż pociągiem do Rawalpindi, dokąd przybyto wieczorem w Wielkanocną Niedzielę 11 kwietnia. Po dwóch dniach organizowania transportu wyruszono karawaną do Śrinagar, gdzie spędzili tydzień, goszczeni przez Francisa Younghusbanda, oczekując na przybycie reszty karawany i przewodników. 23 kwietnia wyruszono w górę rzeki Sind do leżącego na wysokości ponad 1,6 tys. m Ganderbal. Właściwa część wyprawy rozpoczęła się 24 kwietnia marszem przez Zoji La (3528 m), najniższą przełęcz między Kotliną Kaszmirską a doliną rzeki Dras, łączącą się dalej z doliną rzeki Indus. Domarsz w góry prowadził dalej do Skardu (8 maja), gdzie zdeponowano zapasy niezbędne na drogę powrotną i po przeprawie przez Indus, etapami coraz wyżej do Askole (13 maja), ostatniego zamieszkałego przez ludzi przysiółka, i w końcu w rejon lodowców, najpierw Biafo, potem Baltoro.

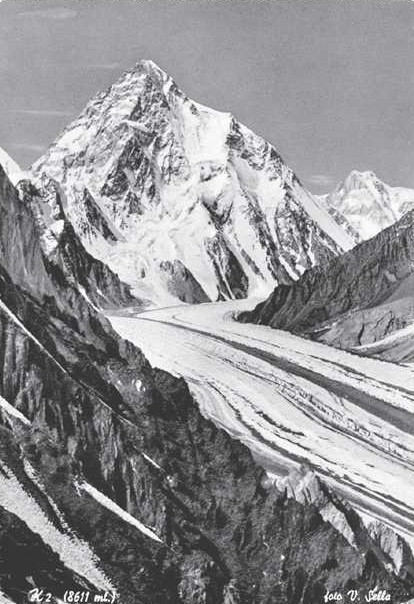
K2 widziany znad lodowca Godwin-Austen, u podnóża zlewisko lodowców Concordia (fot. V. Sella)

Podążając tym samym szlakiem co poprzednie ekspedycje (Conwaya w 1892 i Oscara Eckensteina w 1902) podeszli w kilka dni do podnóża płd. flanki K2, gdzie 25 maja założono obóz. Stąd, według szczegółowego planu księcia Abruzzi, zrobiono w dwóch zespołach rekonesans dróg wiodących na szczyt. Po analizie jego wyników książę Abruzzi zdecydował podjąć próbę wspinaczki widocznym z obozu, skalnym żebrem, który wiódł od samego lodowca aż do skraju potężnego śnieżnego ramienia, prowadzącego wprost ku szczytowi. (Ta klasyczna dziś droga na szczyt K2 prowadzi tym płd.-wsch. żebrem, nazwanym Abruzzi Spur lub Ridge, i na ramię ponad nim, zwane The Shoulder.) Przy czerwono-żółtej wybitnej formacji skalnej, ok. 1000 m od dna doliny, planował założyć pierwszy obóz, a drugi na ramieniu, skąd przy sprzyjającej konfiguracji terenu atakowano by szczyt. Ten optymistyczny plan zaczęto realizować 28 i 29 maja od wynoszenia przez przewodników i tragarzy ładunków, z tą jednak poprawką, że wobec niemożności zaopatrzenia w wyższych obozach wszystkich czterech wspinaczy, w górę ku szczytowi książę chciał iść sam z przewodnikami. W kolejnych dniach, choć pogoda zaczęła się psuć i tragarze wymusili obniżenie ciężaru ładunków, zdołano osiągnąć wysokość ponad 6 tys. m. Teren i warunki tak się jednak pogorszały, że konieczne było zakładanie lin poręczowych. Wkrótce przewodnicy doszli do wniosku, że kontynuowanie wspinaczki, biorąc pod uwagę wzrastające trudności i wciąż znaczną odległość do grani, nie ma szans powodzenia. Książę przyznał im rację, więc zawrócono. 2 czerwca wszyscy byli znowu razem w obozie bazowym. Postanowiono skierować działalność wyprawy na rozpoznany wcześniej lodowiec opływający podnóże K2 od zachodu i wejść na przełęcz nad jego górnym basenem. Miano nadzieję zobaczyć stamtąd płn. flankę K2 z jego płn.-zach. granią, być może oferującą drogę ku szczytowi. Gdyby takiej nie wypatrzono, był plan przeprowadzenia eksploracji lodowców po drugiej stronie przełęczy. Wyruszono 4 czerwca z ładunkami do założenia obozu na lodowcu, ale zdobywanie wysokości było powolne. Zdaniem de Filippiego wygląd formacji himalajskich po raz kolejny prowadził ich, przyzwyczajonych do alpejskich proporcji, do błędnych ocen odległości i charakteru terenu. 7 czerwca książę ruszył z trzema przewodnikami ku przełęczy, podczas gdy pozostali wspinacze (de Filippi, Sella i Negrotto) zajęli się jak zwykle pracami fotogrametrycznymi. Zespół księcia wszedł na przełęcz po 12 godzinach wspinaczki, by z rozczarowaniem stwierdzić, że widok na płn. zbocza K2 zasłania śnieżny nawis, a stok opadający z przełęczy na drugą stronę jest tak strony, że widok wkrótce się urywa, aż do widocznego daleko w dole lodowca. Wszyscy zeszli się znowu w bazie 9 czerwca, gdzie spędzono kolejne cztery dni.

K2 sfotografowany przez księcia Abruzzi ze zbocza Staircase Peak (Skyang Kangri)

Następne dwa tygodnie poświęcono na eksplorację górnego (wsch.) basenu lodowca Godwin Austen i rekonesans wsch. stoków K2. W górnej części lodowca Godwin Austen założono pośredni obóz bazowy, w którym 14 czerwca zebrali się wszyscy wspinacze (książę Abruzzi, Sella, Negrotto i de Filippi) i przewodnicy. Zespół Sella, Negrotto i de Filippi weszli na przełęcz Windy Gap, a obóz, ze względu na nieustanny silny wiatr założyli pod jej siodłem. W ciągu następnych dwóch dni wykonali z przełęczy całą serię ujęć fotogrametrycznych, następnie zeszli do niższego obozu. 15 czerwca drugi zespół trzech przewodników i księcia wszedł w ciągu trzech godzin na przełęcz w grani prowadzącej półkoliście na Broad Peak, którą książę wypatrzył z żebra płd.-wsch. na K2. Na tę przełęcz wszedł 22 czerwca także Sella, aby sfotografować panoramę widocznych stamtąd Gasherbrumów; Ludwik Sabaudzki nadał tej przełęczy nazwę Sella Pass. Z obozu pod Windy Gap planował wejście na szczyt na zachód od przełęczy, zwany wówczas Staircase Peak, a obecnie Skyang Kangri (7545 m). Wobec pogarszających się warunków (świeży opad śniegu) zszedł 20 czerwca do obozu bazowego. W trzy dni później, przy lepszej pogodzie, powrócił pod Windy Gap, a 24 czerwca z pięcioma przewodnikami, wyruszył w górę, niosąc w przewidywaniu parudniowej akcji sprzęt biwakowy. Podobnie jak podczas wcześniejszych wspinaczek, w podchodzeniu na Windy Gap i wspinaczce na Staircase Peak książę polegał na przewodnikach, którzy torowaniem, wybijaniem stopni w śniegu itp. przygotowywali dla niego drogę. Po biwaku trzech przewodników zeszło w dół, a książę i Petigaxowie ruszyli w górę, ale koło południa poniżej szczytu zatrzymały ich niemożliwe do obejścia szczeliny, więc zrobiwszy zdjęcia, zeszli do obozu poniżej, a 28 czerwca do wysuniętego obozu bazowego. W ostatnich dniach czerwca wszyscy zebrali się w obozie bazowym na morenie na początku Concordii, zlewiska lodowców Baltoro i Godwin Austen.

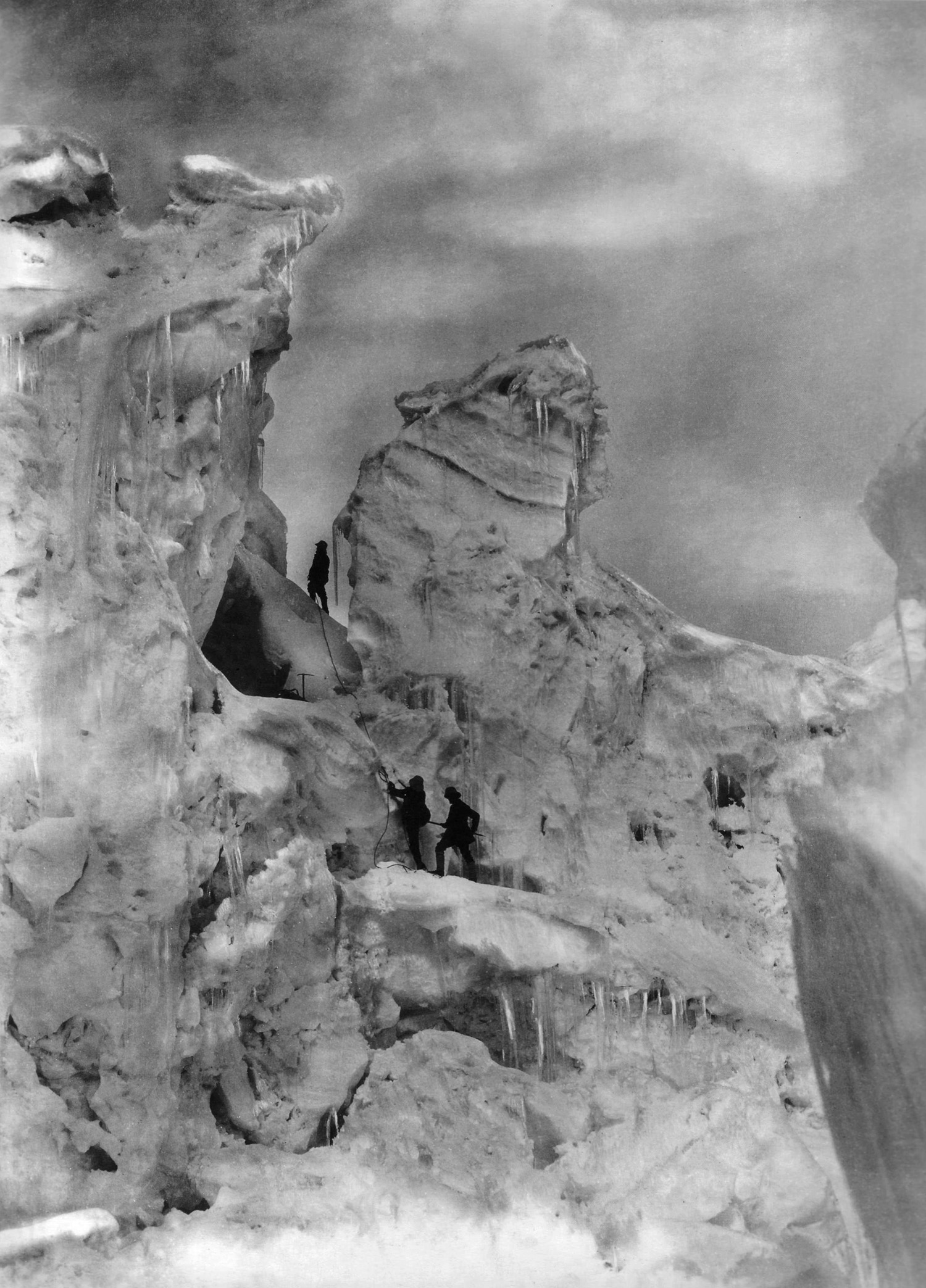
Książę Abruzzi z przewodnikami w trakcie pokonywania lodospadu na Brite Peak (Chogolisa), (fot. V. Sella)

Choć pogoda nie poprawiała się, książę Abruzzi nie chciał kończyć ekspedycji, nie osiągnąwszy jej głównego celu, a za taki wyznaczył zdobycie szczytu o wysokości przekraczającej tę najwyższą dotychczas osiągniętą na Kabru w 1907. Postanowił dokonać tego na wcześniej już rozważanej górze Bride Peak (obecnie pod nazwą Chogolisa, 7665 m), na południe od Concordii. Razem z Sellą, przewodnikami i tragarzami wyszedł 1 lipca z obozu bazowego na Concordii i po dwóch dniach dotarli do lodowca North Chogolisa i założyli obóz bazowy u podstawy płn. grani Baltoro Kangri (wówczas zwanego Golden Throne, 7312 m) przy końcu lodowca Baltoro. Droga wejściowa na Chogolisę, zaplanowana tak, jak mógł to ocenić na podstawie obserwacji jeszcze spod K2, okazała się z bliska niemożliwa do przejścia dla tragarzy. Jako bardziej dostępny szlak wyznaczył więc ten wchodzący na wschodnią grań od szerokiego ramienia, dostępnego od przełęczy Chogolisa Saddle (6335 m), na której planował założyć obóz. Z tym zamiarem książę Abruzzi z Sellą, przewodnikami i tragarzami wyszli 3 lipca, ale to, czego planowali dokonać w ciągu dwóch dni, zabrało tydzień. Ciężkie opady śniegu i trudności terenu zmusiły ich do założenia obozu przejściowego ok. 400 m nad lodowcem Baltoro. Aby ułatwić tragarzom podchodzenie, na następny dzień wyszedł najpierw zespół Joseph Petigax i Enrico Brocherel z zadaniem wyszukiwania i torowania drogi. 5 lipca w górę wyszedł Sella, czterej przewodnicy i tragarze. Dobre tempo mieli na przetorowanym odcinku, aż miękki śnieg, bariery seraków i szczeliny zmusiły ich do założenia obozu, w którym spędzili dwa dni. Sella i trzech przewodników zeszli 8 lipca do bazy na Concordii. Pierwszą próbę wejścia na szczyt płd.-wsch. granią książę z dwoma przewodnikami podjął 12 lipca. Z powodu gęstej i złej pogody musieli zawrócić z wysokości niewiele ponad 7 tys. m do obozu na przełęczy, w którym śnieżyce i wiatr zatrzymały ich na pięć dni. O świcie 18 lipca, mglistym ale bezwietrznym, wyszli w górę, ale koło południa dobre tempo spowolnił miękki śnieg i gęstniejąca mgła. Wczesnym popołudniem osiągnęli wysokość ok. 7500 m, niecałe 200 m od szczytu Chogolisy, książę uznał jednak, że prowadząca na niego wąska i przepaścista grań jest zbyt niebezpieczna ze względu na śnieżne nawisy, i nakazał odwrót. Do obozu na siodle przełęczy dotarli o 8 wieczorem. Według obliczeń skorelowanych z pomiarami innych stacji pomiarowych zespół księcia poprawił rekord wysokości osiągniętej przez człowieka w górach o ponad 200 metrów. Wyżej wspięto się dopiero 13 lat później na stoku Mount Everestu. Podczas dwóch tygodni, podczas których zwijano kolejne obozy i wyprawa schodziła w doliny, pogoda nie poprawiła się na dłużej niż kilka godzin. Do Askole dotarli 28 lipca, a wyprawę jako przedsięwzięcie naukowo-sportowe zakończono 11 sierpnia w Śrinagar.

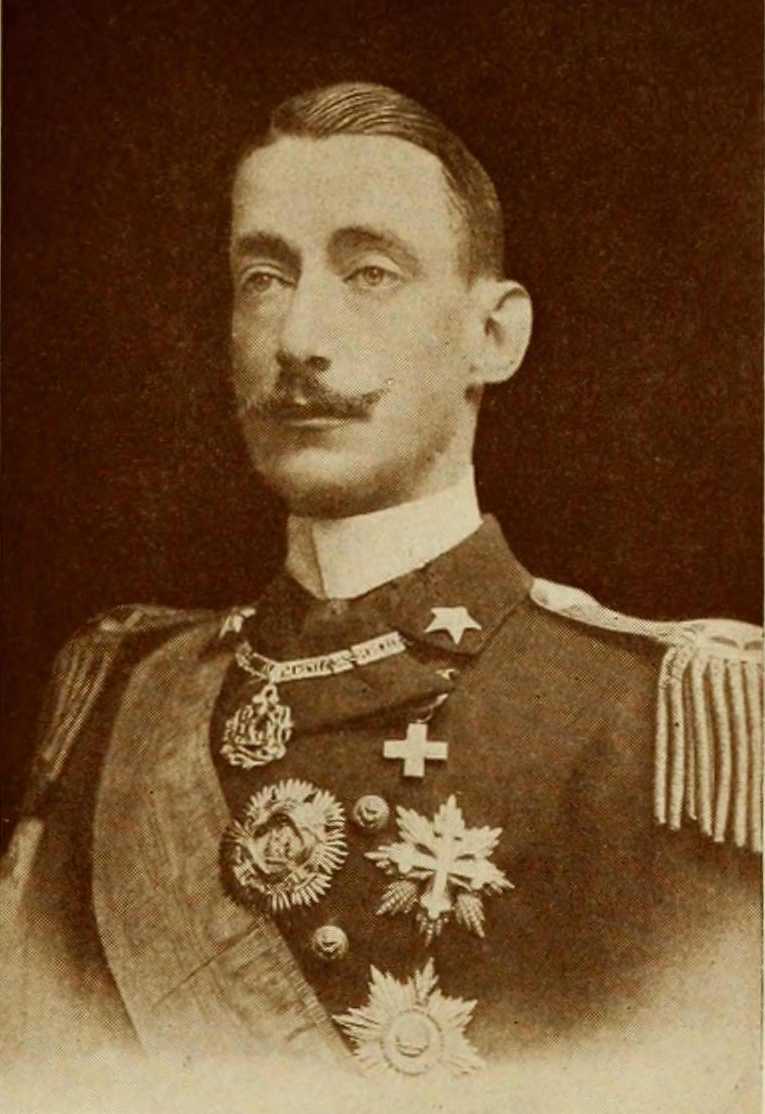
Ludwik Sabaudzki w 1911

## Lata wojenne (1909–1917)

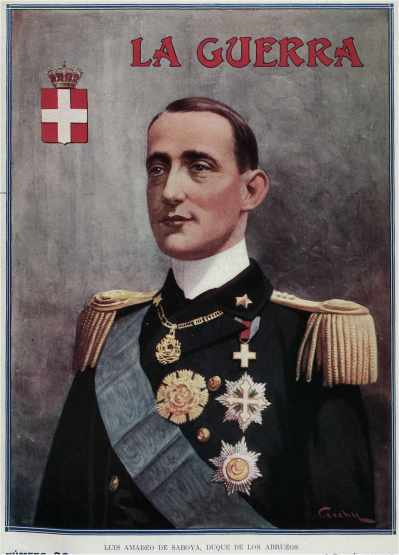
Książę Abruzzi na okładce periodycznego wydawnictwa hiszpańskiego „La Guerra ilustrada”, poświęconego I wojnie światowej, wydanie z 1914

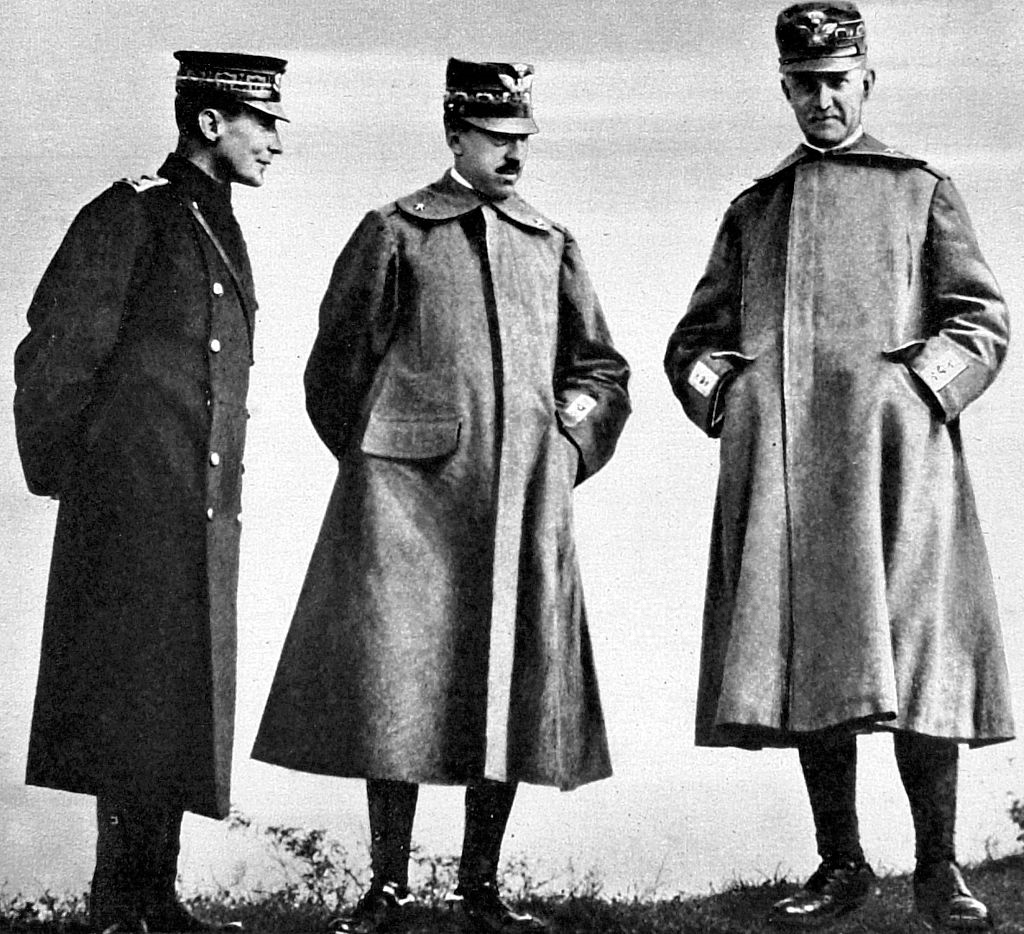
Na froncie włosko-austriackim w pobliżu Gorycji w 1915 – książę Abruzzi w towarzystwie swoich braci Vittorio Emanuele (pośrodku) i Emanuele Filiberto

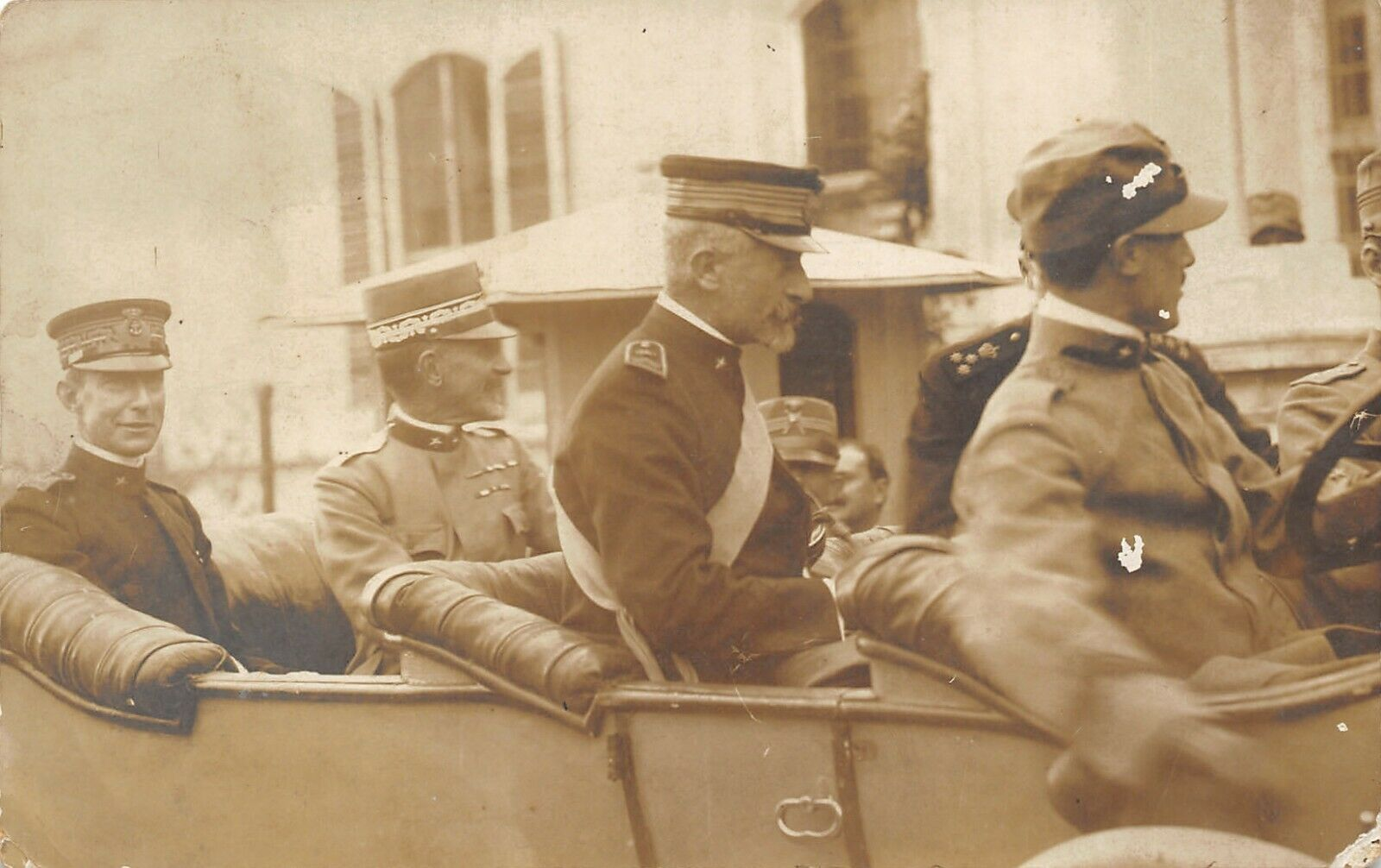
Ludwik Sabaudzki, Wiktor Emanuel III i admirał Thaon Di Revel na pocztówce z 1916

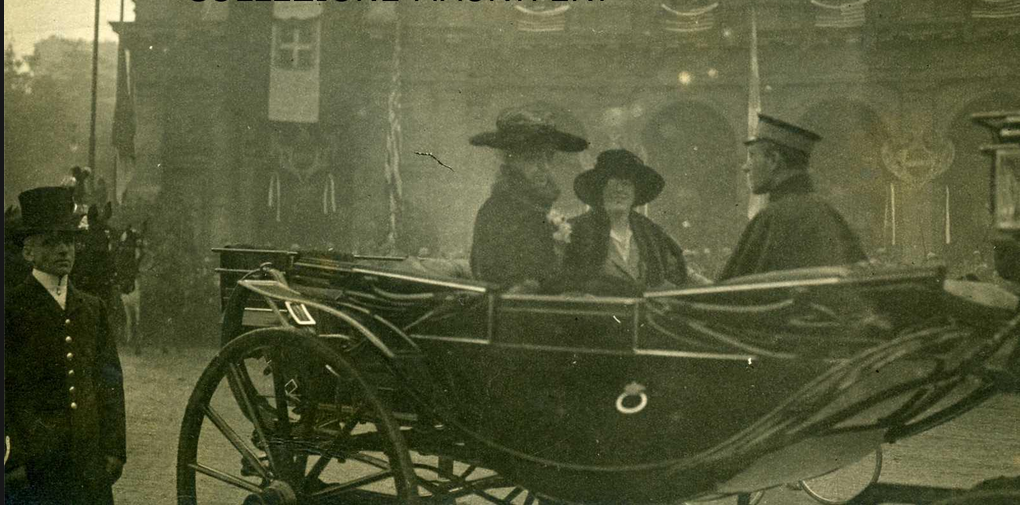
Podczas wizyty prezydenta USA W. Wilsona Rzymie 3 stycznia 1919, w powozie obok księcia Abruzzi First Lady Edith Wilson i Helena Orleańska, księżna Aosty

Tuż po powrocie z wyprawy w Karakorum, 19 listopada 1909, otrzymał nominację na kontradmirała i zwierzchnictwo nad Arsenałem Królewskim w Wenecji. Kiedy późnym latem 1911 zbliżał się wybuch wojny między Królestwem Włoch a Imperium Osmańskim o tereny Trypolitanii i Cyrenajki (powszechnie we Włoszech rozumianej jako wojna o Libię), był dowódcą dwóch zgrupowań kontrtorpedowców na Morzu Jońskim, sam na pokładzie flagowego „Vettor Pisani”, starego ale zmodernizowanego krążownika pancernego. Do pierwszej zbrojnej konfrontacji włoskich jednostek pod jego dowództwem z okrętami tureckimi doszło 29 września 1911. Wskutek niesprawnej wymiany doniesień i rozkazów oraz zachowawczej postawy admirała Pasquale Leonardi Cattolica i sceptycyzmu rządu Giovanniego Giolittiego, starcie zbrojne, które miało wszelkie dane ku temu, by przynieść marynarce włoskiej szeroki sukces, zakończyło się rozkazem opuszczenia zajętych pozycji i ograniczenia się do patrolowania pasa morskiego między Peloponezem a Kretą. Ponadto stało się ono przedmiotem międzynarodowej kontrowersji co do momentu otworzenia ognia przez jednostkę włoską i ewentualnego naruszenia traktatów międzynarodowych, w przypadku gdyby miało to nastąpić przed upływem terminem ultimatum, postawionego rządowi tureckiemu. Dalszą część wojny książę Abruzzi spędził jako dowódca łodzi torpedowych, odkomenderowanych do eskortowania konwojów płynących do Libii i przechwytywania transportów militarnych dla tureckich oddziałów w Cyrenajce, a później jako kierujący utworzeniem bazy na wyspie Astipalea, najbardziej wysuniętej na zachód w archipelagu Dodekanezu. Jako dowódca „Vettor Pisani” uczestniczył w maju 1912 w desancie włoskich oddziałów na wyspy tego archipelagu. W maju otrzymał nominację na wiceadmirała, a 26 czerwca powierzono mu naczelne dowództwo bazy marynarki wojennej w La Spezia i w lipcu dowodził operacją w Cieśninie Dardanelskiej. W 1914 został odznaczony Sabaudzkim Orderem Wojskowym. Tuż przed przystąpieniem w maju 1915 Włoch do ogólnoeuropejskiego konfliktu poprzez wypowiedzenie wojny Austro-Węgrom, Ludwik Sabaudzki otrzymał nominację na naczelnego dowódcę połączonych trzech flot na Adriatyku na statku flagowym „Conte di Cavour”. Według biografów powierzone mu zadanie dostosowania tej floty (pod nową nazwą Armata Navale) do nowego układu sojuszy polityczno-wojskowych, wynikłych z wystąpienia Królestwa Włoch z Trójprzymierza i przystąpienia do państw Ententy, urosło do „najtrudniejszej i najbardziej odpowiedzialnej misji [jego] życia”. W pierwszych dniach czerwca 1915 zjednoczone floty brytyjsko-francusko-włoska przystąpiły do akcji ofensywnej, opracowanej przez Ludwika Sabaudzkiego jako trzystopniowy atak, przeciwko siłom marynarki Austro-Węgier, stacjonującym wzdłuż wybrzeża dalmatyńskiego, przede wszystkim przeciwko tym w portach Triest i Kotor oraz w rejonie Cieśniny Otranto. Straty poniosła nie tylko flota włoska, będąca zresztą w złym stanie po wojnie libijskiej, (stracono m.in. okręt „Medusa”), ale także brytyjska (która praktycznie straciła m.in. HMS „Dublin”). Wobec dalszych strat wokół archipelagu Pelagosy i nieskutecznej akcji zajęcia wysp admirał Thaon di Revel nakazał przerwanie akcji. Taktyka admiralicji, na której stał czele, spotkała się z krytyką ze strony brytyjskiej i francuskiej, a po eksplozji na przeddrednocie „Benedetto Brin” i jego zatonięciu w porcie Brindisi oficjalne zastrzeżenia wysuwano także pod adresem księcia Abruzzi jako naczelnego dowódcy. Niemniej jednak wśród kadry oficerskiej, także brytyjskiej i francuskiej, cieszył się niesłabnącym uznaniem i szacunkiem, tak że w październiku 1915 powierzono mu przygotowanie i przeprowadzenie akcji ewakuacji niedobitków armii serbskiej, rozbitej przez połączone siły niemiecko-austriacko-bułgarskie, i uciekinierów cywilnych z Albanii. W jej przebieg zaangażowane były po obu stronach znaczne siły, to też i poniesione straty, także w ludziach, były ogromne. Niemniej jednak, za uratowanie 161 tys. serbskich żołnierzy i uchodźców, król Wiktor Emanuel III odznaczył w grudniu 1918 Ludwika Sabaudzkiego orderem Grand'Ufficiale dell'Ordine militare di Savoia. Wobec głębokich różnic w obrębie sztabu generalnego w ocenie strategii wojny morskiej na Adriatyku – strona aliancka widziała flotę włoską raczej w funkcjach obronnych, przeciwnie do tych, które wyznaczał jej Ludwik Sabaudzki – został on odwołany ze stanowiska. Pełnił jeszcze niektóre funkcje reprezentacyjne, praktycznie jednak wycofał się z życia publicznego. W lutym 1918 otrzymał nominację admiralską.

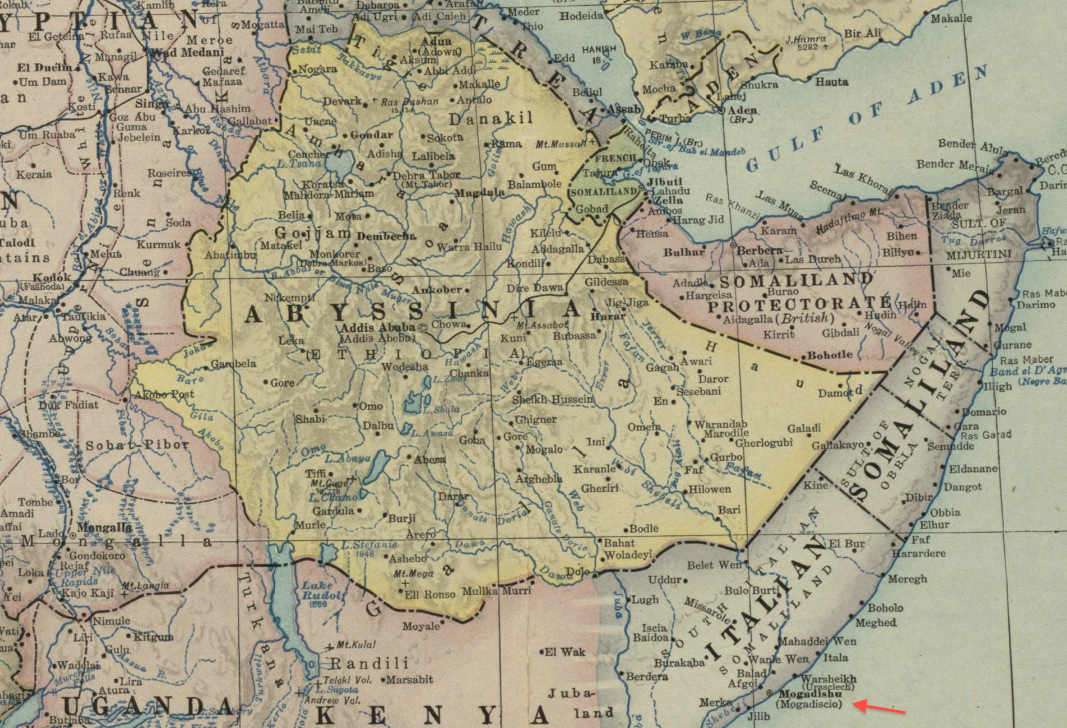
Mapa polityczna Rogu Afryki w 1922

## Okres afrykański (1919–1933)

### Przedsiębiorstwo rolniczo-handlowe

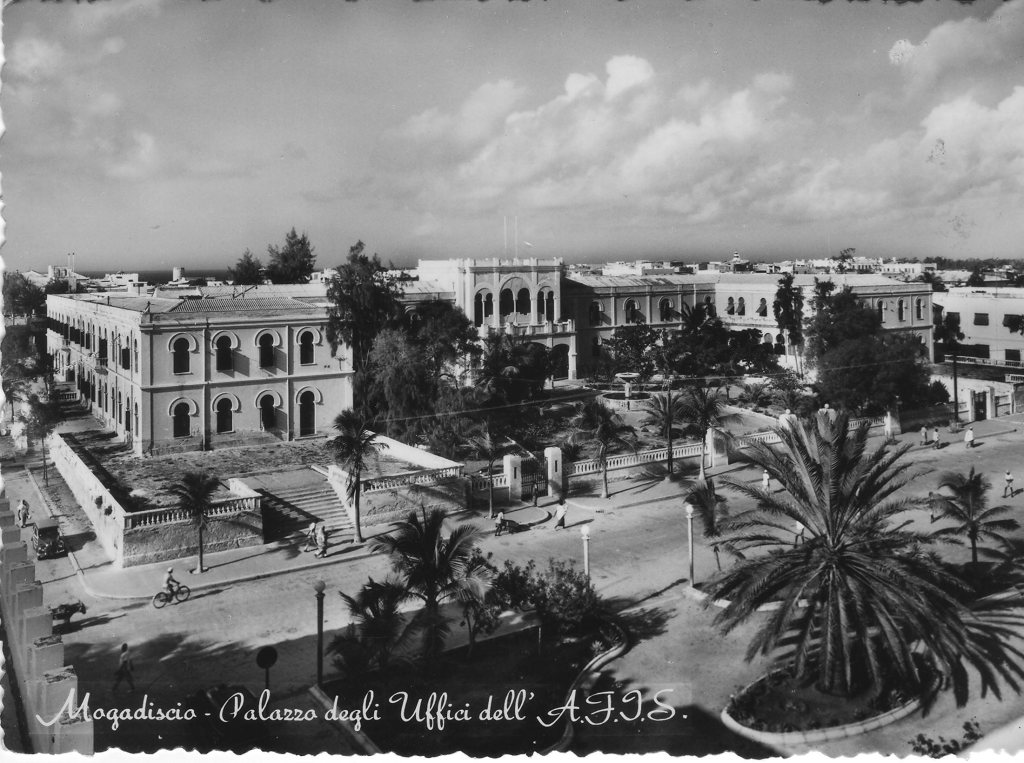
Budynki włoskiej administracji w centrum Mogadiszu na pocztówce z 1923

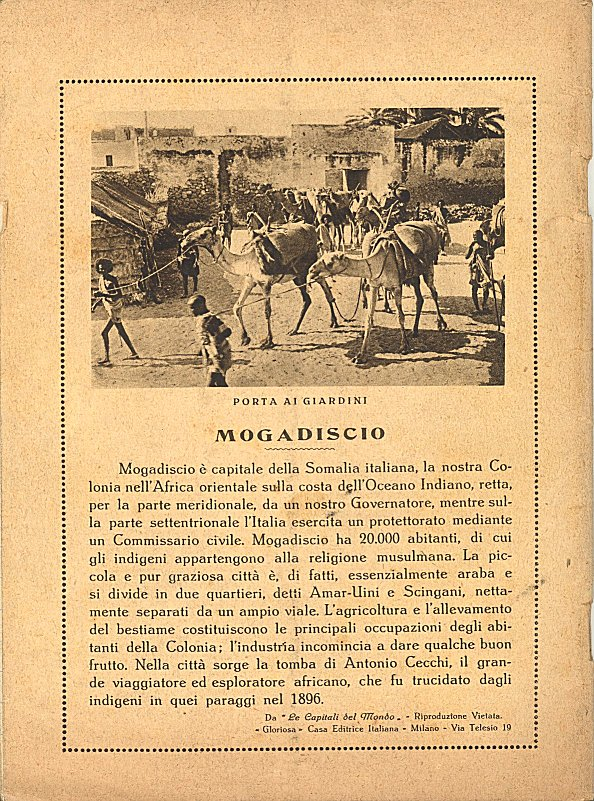
Targ w Mogadiszu na rycinie we włoskim podręczniku szkolnym z 1931

W pierwszej dekadzie XX w. włoska prasa popularna, rozpropagowując w tonie między epopeją a bajką jego podróże, sportowe i eksploracyjne, ukształtowała wizerunek Ludwika Sabaudzkiego jako nowoczesnego i nieustraszonego włoskiego patrioty. Jego wyczyny w latach wojennych, choć mniej spektakularne, utrwaliły jego sławę jako un eroe nazionale. Według autorów biografii księcia Abruzzi z 1997 (Tenderini i Shandrick, 1997 ) on sam, w przeciwieństwie do Emanuela Filiberta czy Małgorzaty Sabaudzkiej, pozostawał obojętny wobec wszelkich politycznych ideologii i niezwiązany w żaden sposób z ruchem faszystowskim partii i rządu Benito Mussoliniego. Według biografii z 2010 (Dell’Osa, 2010) Ludwik Sabaudzki był jednak zaangażowany w polityczną maszynerię ówczesnych Włoch już poprzez swoją działalność w opartej na pracy przymusowej włoskiej kolonii w Somali. Najnowsze opracowanie dotyczące jego udziału w tworzeniu tam przedsiębiorstwa rolniczego (Cauli, 2017) zgadza się z tą tezą, podkreślając, że „jego kolonialny eksperyment rolniczy wyrażał nowe podejście do włoskiego kolonializmu, a nie próbę obalenia go jako systemu. [...] Pracę somalijskich rolników wykorzystywał do realizacji powziętego przez siebie planu wprowadzenia do Somalii uprzemysłowionej kolonizacji. W tym to kontekście Ludwik Sabaudzki zbudował z faszyzmem wzajemną relację: reżim wspierał jego projekt kolonialnej wioski rolniczej znacznymi środkami finansowymi, podczas gdy propagandowa maszyna powielała jego obraz jako kolonizatora o innowacyjnych zdolnościach i nienagannych intencjach – ucieleśnienie kolonialnego systemu faszystowskiego”. Cauli podkreśla, że te i inne prace próbujące interpretować afrykański okres życia Ludwika Sabaudzkiego ukierunkowane są zależnie od przyjętej, często niedostatecznej kontekstualizacji jego działań.

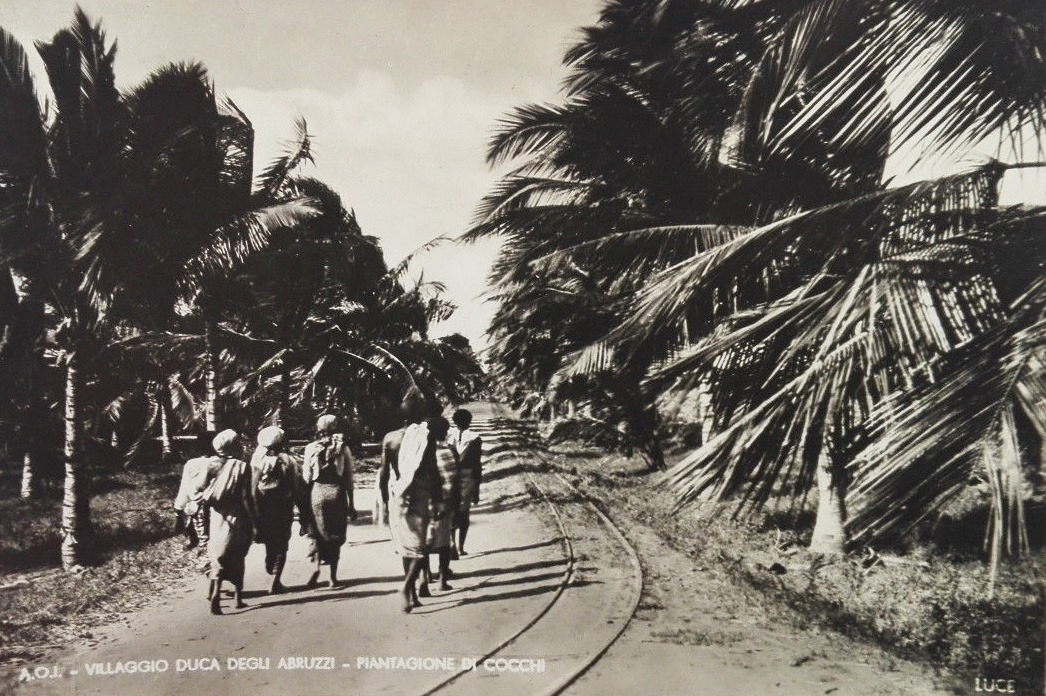
Plantacja palm kokosowych w obrębie SAIS, Villabruzzi, lata 30. XX w.

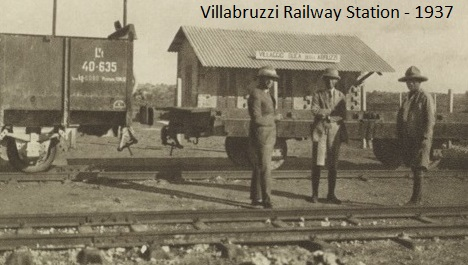
Stacja kolejowa w Villabruzzi w połowie lat 30. XX w., rycina we włoskim podręczniku do historii dla liceów

Po raz pierwszy we Włoskim Somali był w 1893, podróżując incognito (i nieobarczony żadnymi oficjalnymi funkcjami czy zadaniami) na pokładzie kanonierki „Volturno”. Wysłano ją z misją wojskową do pomocy w stłumieniu powstania mieszkańców Banaadir, regionu o znacznym potencjale handlowym i rolniczym, przeciwko włoskim usiłowaniom utrzymania tam swojej dominacji. Podczas postoju kanonierki w porcie Mogadiszu schodził na ląd, odwiedzając także tereny leżące dalej od wybrzeża. Od września 1918 podróżował przez pięć miesięcy po kraju razem z zespołem agronomów i techników, by w 1919 przedstawić Ministerstwu Kolonii szczegółowo opracowany projekt inwestycji. Planował rozwinięcie przedsiębiorstwa rolniczego nad brzegami środkowej Uebi Szebelie, w okolicy pozbawionej – jak całe zresztą Somali – infrastruktury, a i szans na jej rozbudowę ze względu na brak zainteresowania inwestorów, mimo starań rządu wspierających kolonialne rolnictwo. Na lokalizację wybrał teren przy wiosce Jawhar (Giohàr), ok. 130 km na płn. wsch. od Mogadiszu. Postanowienia włoskiego kongresu kolonialnego w 1919 przewidywały zarówno rozwój terenów rolnych wzdłuż brzegów Szebelie, jak i eksplorację dotąd nieskartowanych terenów jej górnego biegu. Przedsięwzięcie Ludwika Sabaudzkiego, mimo iż w założeniach prywatne z udziałem inwestorów, otrzymywało hojne pożyczki i inne przywileje od rządu, który posługiwał się sławą otaczającą księcia i jego somalijski projekt do celów propagandowych. Na zwołanej przez siebie we wrześniu 1920 konferencji z przedstawicielami mediolańskiej finansjery i przemysłu Ludwik Sabaudzki przedstawił perspektywy rozwoju somalijskiej wioski rolniczej i otrzymał od nich na ten cel wsparcie w postaci udziałów, opiewających w sumie na 2 mln. ówczesnych lirów (czyli ok. € 2,245,000), jego prywatny wkład wynosił 2 mln. lirów, a konieczny kapitał początkowy oceniono na 24 mln. lirów. Z czasem udział wielkich banków włoskich zmalał, a głównym źródłem finansowania stało się państwo. W listopadzie 1920 formalnie zarejestrowano Società Agricola Italo-Somala (SAIS) z Ludwikiem Sabaudzkim jako naczelnym dyrektorem firmy i siedzibami w Mediolanie i Mogadiszu. Jej celem było rozwinięcie przemysłowej produkcji rolniczej i hodowlanej w wybranym rejonie nad brzegami rzeki Szebelie na bazie lokalnej siły roboczej i sprzedaży produktów (bawełna, trzcina cukrowa i tytoń) we Włoszech, a także ogólny rozwój regionu pod względem handlowym, przemysłowym i finansowym, przy czym przewidywano istnienie SAIS do końca roku 1970. Dla rodzin rolników zbudowano wioskę, której gubernator Somali Carlo Riveri nadał w 1921 nazwę Villaggio Duca degli Abruzzi, skracaną przeważnie do Villabruzzi, i której oficjalna inauguracja odbyła się 14 czerwca 1922. Uzdatnienie do uprawy terenów rolniczych wymagało m.in. budowy tamy, umocnień brzegowych i systemu kanałów irygacyjnych. W wiosce, składającej się z osiedli 60-80 domostw, wybudowano meczet, sklep spożywczy i kilka studni z wodą pitną. Innowacją wprowadzoną przez Ludwika Sabaudzkiego był status własnościowy terenów, na których Società Agricola prowadziła działalność – podpisując umowy z miejscowymi grupami ludności (a nie z władzami kolonialnymi), zachowywał ich prawo własności do ziemi, na której i z której żyli, jednocześnie jednak obligując ich do nieopuszczania tych terenów. Za swoje zaangażowanie w Somali w marcu 1930 otrzymał złoty medal przyznawany przez Istituto Coloniale Fascista podczas uroczystości, na której był obecny Mussolini. Książę Abruzzi wymienił z Il Duce także korespondencję w sprawie konieczności utworzenia zakładów naukowych do badań chorób tropikalnych. Z inicjatywy Ludwika Sabaudzkiego rząd włoski sfinansował budowę linii kolejowej długości 113 km, łączącej Villabruzzi z Mogadiszu, i otwartej we wrześniu 1927. Mimo stałego niedostatku siły roboczej (do osiedlenia się na stałe zdołano skłonić jedynie niecałe 2,5 tys. rolników), w sensie gospodarczo-finansowym SAIS jako przedsiębiorstwo odniosła sukces, aczkolwiek oparty częściowo na pracy przymusowej. Ludwik Sabaudzki spędzał corocznie w Somali kilka miesięcy, kierując SAIS osobiście do końca życia.

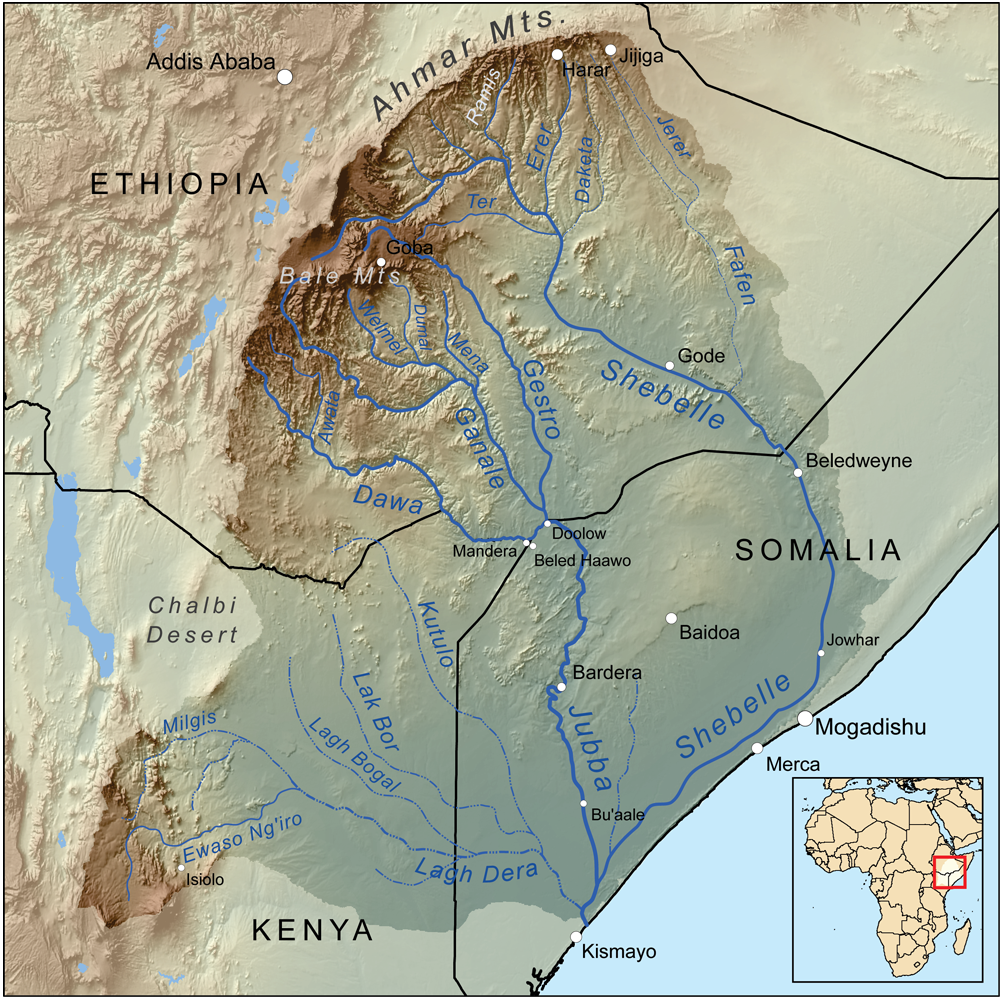
Przebieg Uebi Szebelie i jej źródła w Górach Bale, na pn. od Mogadiszu – Jowhar, lokalizacji Villiaggio degli Abruzzi

### Wyprawa do źródeł Uebi Szebelie (1928/1929)

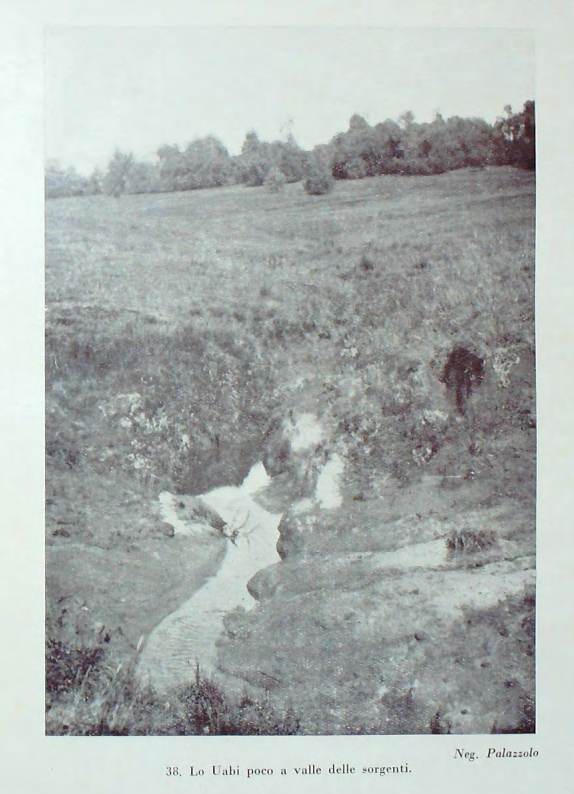
Źródła rzeki Szebellie

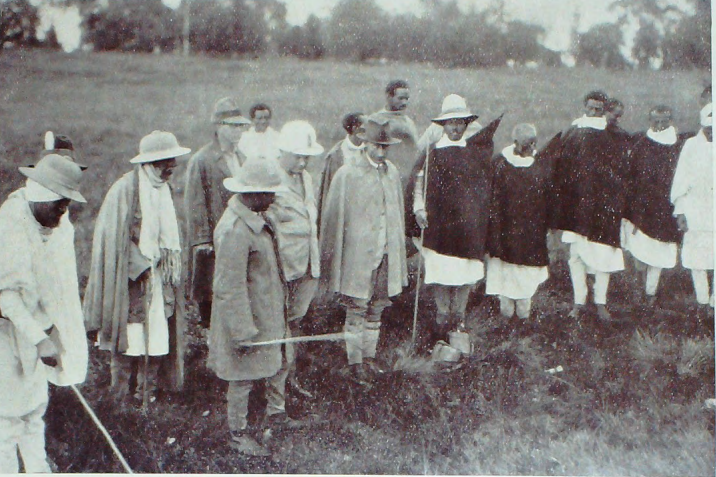
Książę Abruzzi przy źródłach rzeki Szebellie, 12 listopada 1929

Już w 1918 Włoskie Towarzystwo Geograficzne wysunęło ideę wysłania wyprawy w obszary górskie na granicy południowej Etiopii i północnego Somali w celu dotarcia do źródeł rzeki Szebelie. Także postanowienia kongresu kolonialnego w 1919 przewidywały podobną ekspedycję. Przez swój potencjał propagandowy i gospodarczo-handlowy koncepcja takiej wyprawy miała poparcie Ministerstwa Kolonii. Dla Ludwika Sabaudzkiego zbadanie przepływu Szebelie i jej możliwości nawadniania nowych terenów uprawnych miało zasadnicze znaczenie dla rozwoju jego przedsięwzięcia rolniczego. Ponadto miał nadzieję zwerbować na nowych obszarach rolników chętnych do osiedlenia się w obrębie SAIS. Obszar Wyżyny Somalijskiej, gdzie domyślano się górnego biegu i źródeł rzeki Szebelie, pozostawał na początku XX w. białą plamą na mapie. Wiadomo było jedynie, że wyprawa będzie musiała wkroczyć na terytorium Cesarstwa Etiopii. Zgodę na to otrzymał osobiście podczas misji polityczno-dyplomatycznej na dworze RasTafari Makonnena w Addis Abebie w maju 1927, z którą został wysłany w ramach szerzej zakrojonej polityki włoskiej dążącej do gospodarczej penetracji tamtego rejonu Afryki. W składzie wyprawy do źródeł Szebelie znaleźli się przede wszystkim specjaliści o kwalifikacjach pozwalających na przeprowadzenie m.in. badań geologicznych, botanicznych i antropologicznych, obok wojskowej ekipy nadzorującej pomiary topograficzne, meteorologiczne i obserwacje astronomiczne. Wyruszono 1 października 1928 do Dżibuti, skąd przez Addis Abebę pociągiem dojechano na wysokość 1720 m, w dalszą drogę wyruszając 28 października pieszą karawaną z wojskową eskortą. Relacje wcześniejszych podróżników wskazywały na łańcuch Gór Ahmar, oddzielający dorzecza rzek Auasz na północy i Szebelie na południu, albo Góry Bale, dalej na płd.-zach., jako te, gdzie mają źródła wielkie rzeki somalijskie. Po marszu przez górskie rejony, zamieszkałe i z terenami uprawnymi do wysokości 2500 m, weszli na sawannowy płaskowyż, na którego krańcu wznosił się wygasły wulkan Zuquala (2989 m). Przez przełęcz Carra (3150 m) przeszli na południowy skłon Gór Urgoma – płaskowyż Ghedeb – gdzie spodziewali się wkrótce odnaleźć źródła Szebelie. W kilka dni później, 12 listopada, na bagiennym płaskowyżu Hoghesó, natknęli się na ogrodzony teren, który okazał się otaczanym czcią miejscem, skąd wypływa rzeka. Podczas marszu w dół Szebelie topografowie wyprawy prowadzili rekonesans i prace kartograficzne nie tylko samej rzeki, ale i jej dopływów aż do miejscowości Malca Dube, już wcześniej umiejscowionej na mapie przez Vittorio Bottego. Granicę Somali przekroczyli 3 lutego 1929, mając za sobą sto dni wyprawy i 1400 km. Oficjalne, książkowe sprawozdanie z przebiegu i wyników wyprawy, sporządzone przez Ludwika Sabaudzkiego, ukazało się w 1932 w Mediolanie.

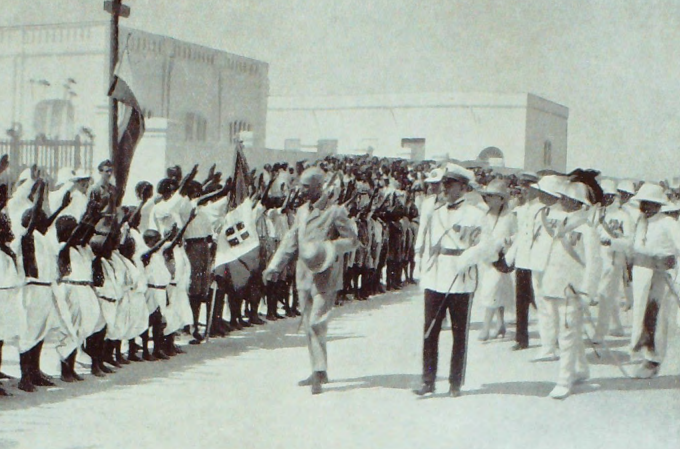
Parada wojskowa na cześć księcia Abruzzi po zakończeniu wyprawy, Mogadiszu, luty 1929

### Ostatnie lata
Na kilka lat przed etiopską wyprawą zapadł na cukrzycę, którą opieka lekarska była w stanie utrzymać na niegroźnym poziomie. Po powrocie z wyprawy przebywał w Europie: w wysoko położonej części Bielli – w kurorcie Oropa i w Courmayeur, by spotkać się m.in. z Vittorio Sellą. Na krótko udał się do Somali, skąd pogarszający się stan zdrowia zmusił go do powrotu do Włoch. W Turynie w 1930 poddał się operacji raka prostaty. Ostatnie trzy lata spędził podróżując między Włochami, m.in. by uczestniczyć w pogrzebach członków rodziny królewskiej i przyjaciół, a Somali. Po raz ostatni przypłynął do Mogadiszu 22 lutego 1933 i udał się do swojego domu w Villaggio Duca degli Abruzzi. Ani w ostatnich tygodniach życia – zmarł 18 marca, niecałe 8 tygodni po swoich 60. urodzinach – ani na jego pogrzebie w Villabruzzi nie był obecny nikt z rodziny królewskiej. Król Wiktor Emanuel III odwiedził jego grób w rok później podczas podróży po Włoskim Somali.

## Odznaczenia
- Order Annuncjaty[142][143] w 1893[144]
- Order Świętych Maurycego i Łazarza I klasy[142]
- Order Korony Włoch I klasy[142]
- Order Sabaudzki Wojskowy I, II i III klasy[145]
- Order Sabaudzki Cywilny[146]
- Order Królewski Serafinów (Szwecja)[143]
- Order Czarnego Orła (Prusy)[143]

## Rodowód
|                        |                                    |  |                                        |                                          |  |  |  |  |  |  |  | Karol Emanuel Sabaudzki-Carignano |
|                        |                                    |  |                                        |                                          |  |  |  |  |  |  |  |                                   |
|                        | Karol Albert Sabaudzki             |  |                                        |                                          |  |  |  |  |  |  |  |                                   |
|                        |                                    |  |                                        |                                          |  |  |  |  |  |  |  |                                   |
|                        |                                    |  |                                        | Maria Krystyna Kurlandzka                |  |  |  |  |  |  |  |                                   |
|                        |                                    |  |                                        |                                          |  |  |  |  |  |  |  |                                   |
|                        | Wiktor Emanuel II                  |  |                                        |                                          |  |  |  |  |  |  |  |                                   |
|                        |                                    |  |                                        |                                          |  |  |  |  |  |  |  |                                   |
|                        |                                    |  |                                        | Ferdynand III Toskański                  |  |  |  |  |  |  |  |                                   |
|                        |                                    |  |                                        |                                          |  |  |  |  |  |  |  |                                   |
|                        | Maria Teresa Toskańska             |  |                                        |                                          |  |  |  |  |  |  |  |                                   |
|                        |                                    |  |                                        |                                          |  |  |  |  |  |  |  |                                   |
|                        |                                    |  |                                        | Luiza Maria Amelia Teresa Sycylijska     |  |  |  |  |  |  |  |                                   |
|                        |                                    |  |                                        |                                          |  |  |  |  |  |  |  |                                   |
|                        | Amadeusz I Sabaudzki               |  |                                        |                                          |  |  |  |  |  |  |  |                                   |
|                        |                                    |  |                                        |                                          |  |  |  |  |  |  |  |                                   |
|                        |                                    |  |                                        | Leopold II Habsburg-Lotaryński           |  |  |  |  |  |  |  |                                   |
|                        |                                    |  |                                        |                                          |  |  |  |  |  |  |  |                                   |
|                        | Rajner Józef Habsburg-Lotaryński   |  |                                        |                                          |  |  |  |  |  |  |  |                                   |
|                        |                                    |  |                                        |                                          |  |  |  |  |  |  |  |                                   |
|                        |                                    |  |                                        | Maria Ludwika Burbon                     |  |  |  |  |  |  |  |                                   |
|                        |                                    |  |                                        |                                          |  |  |  |  |  |  |  |                                   |
|                        | Maria Adelajda Habsburg-Lotaryńska |  |                                        |                                          |  |  |  |  |  |  |  |                                   |
|                        |                                    |  |                                        |                                          |  |  |  |  |  |  |  |                                   |
|                        |                                    |  |                                        | Wiktor Amadeusz II Sabaudzki-Carignano   |  |  |  |  |  |  |  |                                   |
|                        |                                    |  |                                        |                                          |  |  |  |  |  |  |  |                                   |
|                        | Maria Elżbieta Sabaudzka           |  |                                        |                                          |  |  |  |  |  |  |  |                                   |
|                        |                                    |  |                                        |                                          |  |  |  |  |  |  |  |                                   |
|                        |                                    |  |                                        | Józefina Lotaryńska-Brionne              |  |  |  |  |  |  |  |                                   |
|                        |                                    |  |                                        |                                          |  |  |  |  |  |  |  |                                   |
| Luigi Amedeo di Savoia |                                    |  |                                        |                                          |  |  |  |  |  |  |  |                                   |
|                        |                                    |  |                                        |                                          |  |  |  |  |  |  |  |                                   |
|                        |                                    |  | Józef Amadeusz Tomasz Pozzo z Cisterna |                                          |  |  |  |  |  |  |  |                                   |
|                        |                                    |  |                                        |                                          |  |  |  |  |  |  |  |                                   |
|                        | Józef Alfons Pozzo z Cisterna      |  |                                        |                                          |  |  |  |  |  |  |  |                                   |
|                        |                                    |  |                                        |                                          |  |  |  |  |  |  |  |                                   |
|                        |                                    |  |                                        | Anna Gabriela Henryka Caresana z Carisio |  |  |  |  |  |  |  |                                   |
|                        |                                    |  |                                        |                                          |  |  |  |  |  |  |  |                                   |
|                        | Karol Emanuel Pozzo z Cisterna     |  |                                        |                                          |  |  |  |  |  |  |  |                                   |
|                        |                                    |  |                                        |                                          |  |  |  |  |  |  |  |                                   |
|                        |                                    |  |                                        | Karol Emanuel Balbo Bertone z Sambuy     |  |  |  |  |  |  |  |                                   |
|                        |                                    |  |                                        |                                          |  |  |  |  |  |  |  |                                   |
|                        | Maria Anna Balbo Bertone z Sambuy  |  |                                        |                                          |  |  |  |  |  |  |  |                                   |
|                        |                                    |  |                                        |                                          |  |  |  |  |  |  |  |                                   |
|                        |                                    |  |                                        | Rozalia Barbara Asinari z San Marzano    |  |  |  |  |  |  |  |                                   |
|                        |                                    |  |                                        |                                          |  |  |  |  |  |  |  |                                   |
|                        | Maria Wiktoria Pozzo z Cisterna    |  |                                        |                                          |  |  |  |  |  |  |  |                                   |
|                        |                                    |  |                                        |                                          |  |  |  |  |  |  |  |                                   |
|                        |                                    |  |                                        | Karol Charles-Wilhelm Merode-Westerloo   |  |  |  |  |  |  |  |                                   |
|                        |                                    |  |                                        |                                          |  |  |  |  |  |  |  |                                   |
|                        | Werner Merode                      |  |                                        |                                          |  |  |  |  |  |  |  |                                   |
|                        |                                    |  |                                        |                                          |  |  |  |  |  |  |  |                                   |
|                        |                                    |  |                                        | Maria Grimberghe                         |  |  |  |  |  |  |  |                                   |
|                        |                                    |  |                                        |                                          |  |  |  |  |  |  |  |                                   |
|                        | Luiza Karolina Merode              |  |                                        |                                          |  |  |  |  |  |  |  |                                   |
|                        |                                    |  |                                        |                                          |  |  |  |  |  |  |  |                                   |
|                        |                                    |  |                                        | ?                                        |  |  |  |  |  |  |  |                                   |
|                        |                                    |  |                                        |                                          |  |  |  |  |  |  |  |                                   |
|                        | Wiktoria z Spangen i Uyternesse    |  |                                        |                                          |  |  |  |  |  |  |  |                                   |
|                        |                                    |  |                                        |                                          |  |  |  |  |  |  |  |                                   |
|                        |                                    |  |                                        | ?                                        |  |  |  |  |  |  |  |                                   |
|                        |                                    |  |                                        |                                          |  |  |  |  |  |  |  |                                   |

## Relacje z wypraw(oryginały i tłumaczenia na angielski, niemiecki i polski)
Góra Św. Eliasza, Alaska:
Filippo De Filippi, La spedizione di S.A.R. il Duca degli Abruzzi al Monte Sant’Elia (Alaska) 1897. Milano: Hoepli, 1900.
Filippo De Filippi, Linda Villari (tłum.), The Ascent of Mount St. Elias [Alaska] by H.R.H. Prince Luigi Amadeo di Savoia Duke of the Abruzzi. New York: Frederick A. Stokes Company, 1900. Skan angielskiego tłumaczenia książki o wyprawie na Górę Św. Eliasza.
Filippo De Filippi, Der Forschungreise S.K.H. des Prinzen Ludwig Amadeus von Savoyen, herzogs der Abruzzen, nach dem Eliasberge in Alaska im Jahre 1897. Leipzig: J. J. Weber, 1900.
Biegun Północny:
Luigi Amedeo di Savoia, Umberto Cagni, Spedizione italiana nel Mare Artico sulla «Stella Polare»: Conferenza di S.A.R. il Duca degli Abruzzi e del comandante Umberto Cagni tenuta in Roma sotto gli auspici della Società Geografica Italiana (14 Gennaio 1901). Roma: Società Geografica Italiana, 1901.
Luigi Amedeo di Savoia, Umberto Cagni, Cavalli Achille Molinelli, La «Stella Polare» nel Mare Artico, Milano: Hoepli, 1903. Skan książki z 1903 o wyprawie do bieguna północnego.
Luigi Amedeo of Savoy, Duke of Abruzzi, Umberto Cagni, Cavalli Achille Molinelli, On the «Polar Star» in the Arctic Sea. London: Watson and Viney, 1903. Skan anielskiego tłumaczenia książki o wyprawie do bieguna północnego.
Ludwig Amadeus von Savoyen, (brak nazwiska tłum.), Die Stella Polare im Eismeer. Erste italienische Nordpolexpedition 1899–1900. Leipzig: F. A. Brockhaus, 1903.
Luigi di Savoia, Umbertto Cagni, Jan Sztolcman (tłum.), „Stella Polare” na Oceanie Lodowatym Północnym. Warszawa: Towarzystwo Orgelbranda Synów, 1905. Skan polskiego tłumaczenia książki o wyprawie do bieguna północnego.
Ruwenzori:
Luigi Amedeo di Savoia, Filippo de Filippi, Il Ruwenzori: viaggio di esplorazione e prime ascensioni delle più alte vette nella catena nevosa situata fra i più grandi laghi equatoriali dell'Africa centrale, Milano: U. Hoepli, 1908.
Filippo De Filippi, Caroline De Filippi (tłum.), Ruwenzori. An Account of the Expedition of H.R.H. Prince Luigi Amadeo of Savoy, Duke of the Abruzzi. New York: E.P. Dutton and Company, 1908. Skan angielskiego tłumaczenia książki o wyprawie w Ruwenzori.
Ludwig Amadeus von Savoyen, Herzog der Abruzzen; Filippo De Filippi, Der Ruwenzori - Erforschung und erste Ersteigung seiner höchsten Gipfel. Leipzig: Brockhaus, 1909.
K2, Karakorum:
Filippo De Filippi, La spedizione nel Karakoram e nell'Imalaia occidentale: 1909. Bologna: Zanichelli, 1912.
Filippo De Filippi, Karakorum and Western Himalaya 1909. An account of the expedition of the Duke of the Abruzzi. New York: Dutton & Company, 1912. Skan angielskiego tłumaczenia książki o wyprawie w Karakorum.
Uebi Szebelie, Afryka Wschodnia:
Luigi Amedeo di Savoia-Aosta Duca degli Abruzzi, La Esplorazione dello Uabi-Uebi Scebeli dalle sue sorgenti nella Etiopia meridionale alla Somalia italiana 1928-29, Milano: A. Mondadori, 1932. Skan książki o wyprawie do źródeł Uebi Szebelie.
Vito Cosimo Basile, Uebi-Scebeli di S.A.R. Luigi di Savoia. Bologna: Cappelli, 1935.

## Niektóre miejsca nazwane jego imieniem

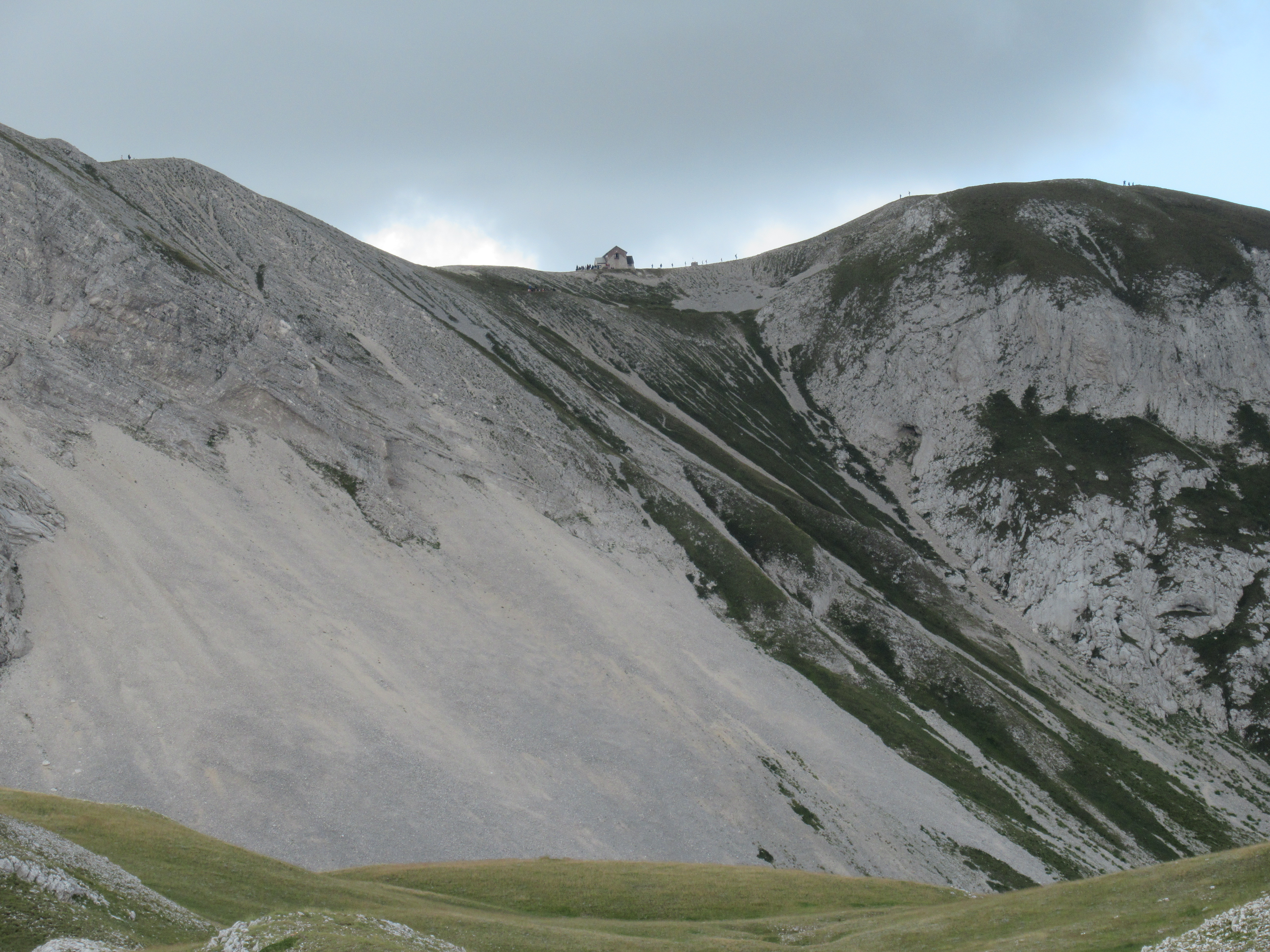
Schronisko górskie im. Księcia Abruzzi w apenińskim masywie Gran Sasso

Schroniska górskie – rifugio Duca degli Abruzzi – schronisko nad Jez. Scaffaiolo w Apeninach Północnych, schronisko w Dolinie Aosty, tradycyjna baza wspinaczek na Matterhorn od południa, schronisko w Apeninach Środkowych.
Obiekty topograficzne:
- grań płd.-wsch. na K2 – Żebro Abruzzi (Żebro Abruzzów, Żebro Księcia Abruzji), Abruzzi Ridge (Abruzzi Spur)
- lodowiec w regionie Gilgit-Baltistan – Abruzzi Glacier
- grań na pn. flance Góry Św. Eliasza – Abruzzi Ridge
- wyspa u pn. wybrzeży Grenlandii – Luigi Amadeo Island
- masyw górski w Ruwenzori – Mount Luigi di Savoia (4627 m)
- szczyt w Masywie Mont Blanc – Picco Luigi Amadeo (4469 m)
- najwyższy szczyt na wyspie Wiencke, Antarktyka – Luigi Peak (1415 m), także pod nazwami Mount Savoia lub Savoia Peak
- wyspa w archipelagu Ziemia Franciszka Józefa – Luigi, ros. Остров Луиджи; Ostrov Luidzhi

Inne:

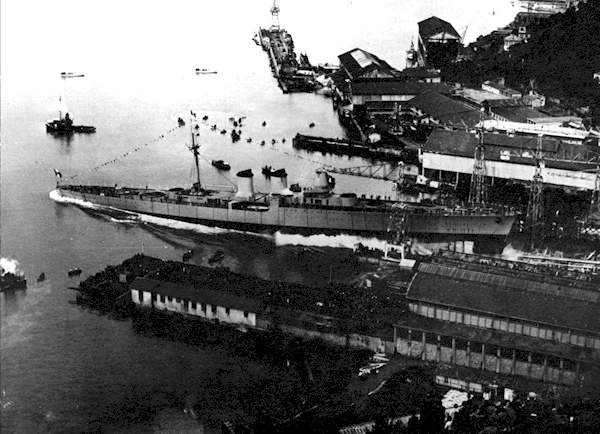
Wodowanie krążownika „Duca degli Abruzzi” 21 kwietnia 1936

krążownik – Luigi di Savoia Duca degli Abruzzi,
szkoły, m.in. w Mediolanie, Turynie, Rzymie, Neapolu, Palermo, Padwie,
ulice i place w wielu miastach Włoch, także fontanna w Mediolanie.
Pomniki: Luigi di Savoia w Madrycie.

## Obszerniejsze opracowania
Chronologiczna lista książkowych biografii Ludwika Sabaudzkiego, księcia Abruzzi, i innych obszerniejszych opracowań dotyczących jego postaci:
- Ugo Ascoli, Luigi Amedeo di Savoia Duca degli Abruzzi precursore del fascismo. Livorno: Arti Grafiche Belforte & C., 1933.
- Adriano Augusto Michieli, Il Duca degli Abruzzi e le sue imprese. Milano: Fratelli Treves Editori, 1937.
- Ettore Fabietti, Vita eroica del Duca degli Abruzzi. Milano: A. Barion, 1937.
- Mario Giussani, Il Duca esploratore. Torino: SAIE, 1958.
- Clelia Maino, La Somalia e l’opera del Duca degli Abruzzi. Roma: Istituto italiano per l'Africa, 1959.
- Giotto Dainelli, Il Duca degli Abruzzi. Le imprese dell'ultimo grande esploratore italiano. Torino: Utet, 1967.
- Aldo Audisio, Giuseppe Garimoldi, Dal Polo al K2: Sulle orme del Duca degli Abruzzi 1899-1954. Torino: Museo Nazionale della montagna, 1984.
- Mirella Tenderini, Michael Shandrick, The Duke of the Abruzzi. An explorer's life. Seattle: Mountaineers books, 1997.
- Reinhold Messner, Roberto Mantovani, Il Duca dell'avventura. Le grandi esplorazioni di Luigi Amedeo di Savoia Duca degli Abruzzi. Milano: Mondadori, 2009.
- Gigi Speroni, Il Duca degli Abruzzi. Milano: Carte Scoperte, 2010.
- Pablo dell’osa, Il principe esploratore: Luigi Amadeo di Savoia, Duca degli Abruzzi. Milano: Mursia, 2010.
- Vito Cosimo Basile, Daniele Maria Pegorari, Uebi Scebeli, Diario di tenda e cammino della spedizione del Duca degli Abruzzi in Etiopia (1928-1929), Stilo, Bari 2010, ISBN 978-88-6479-008-4.
- Alberto Cauli, Italian Pioneers. Colonial propaganda and geographic explorations. [doctoral thesis] Auckland: University of Auckland, 2019.